# スコッチ・ウイスキーの銘柄一覧
この項目は、スコッチ・ウイスキーの銘柄一覧である。

## モルトウイスキー

### 主要なシングルモルト・ウィスキー
大麦麦芽のみを原料とし、1つの蒸留所の原酒からつくられるもの。

特記なき限り、味の特徴は蒸留所からリリースされている主力商品（10年、12年が中心）のものである。

### ハイランドモルト

#### 北ハイランド産

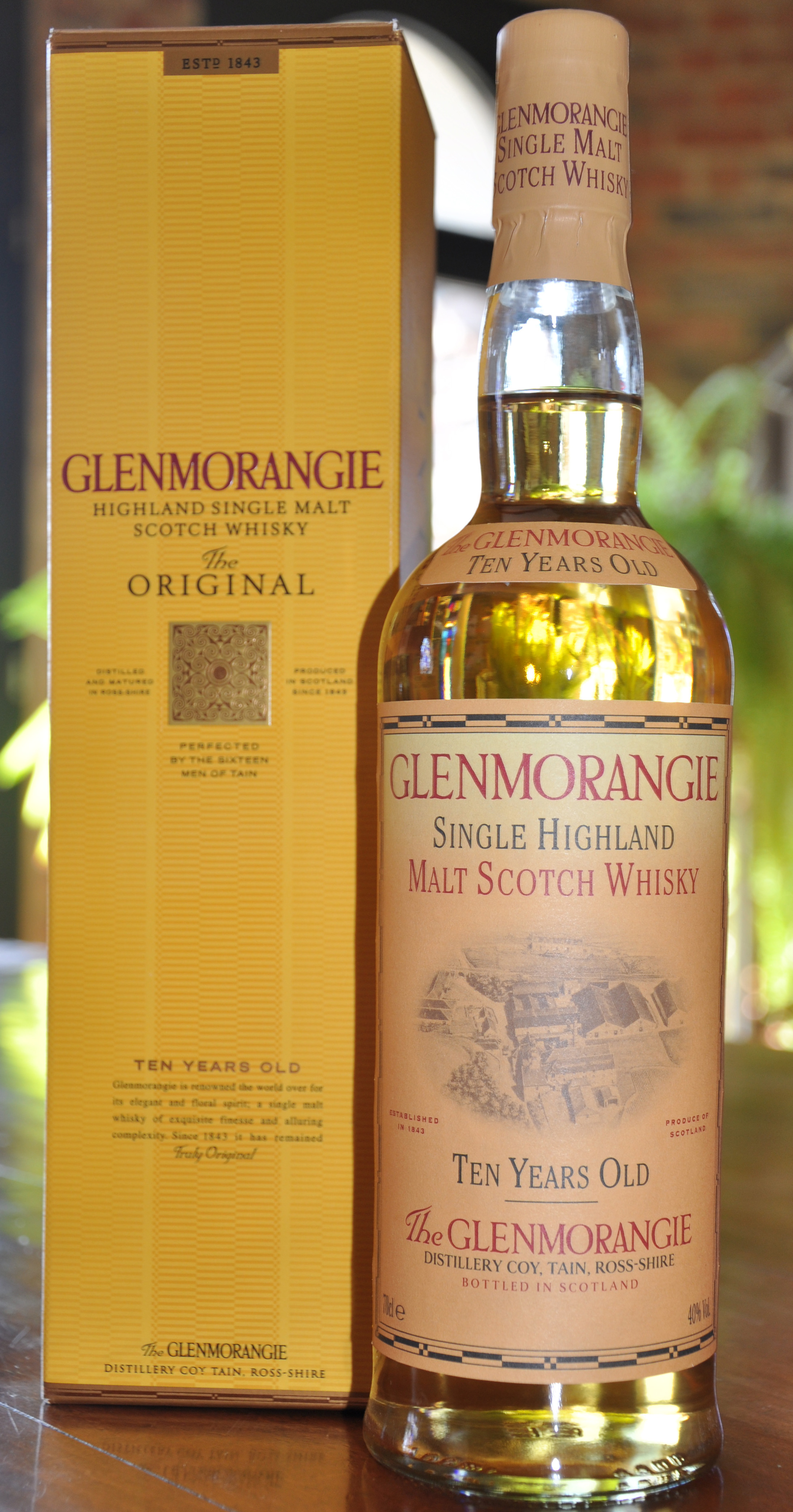
グレンモーレンジ

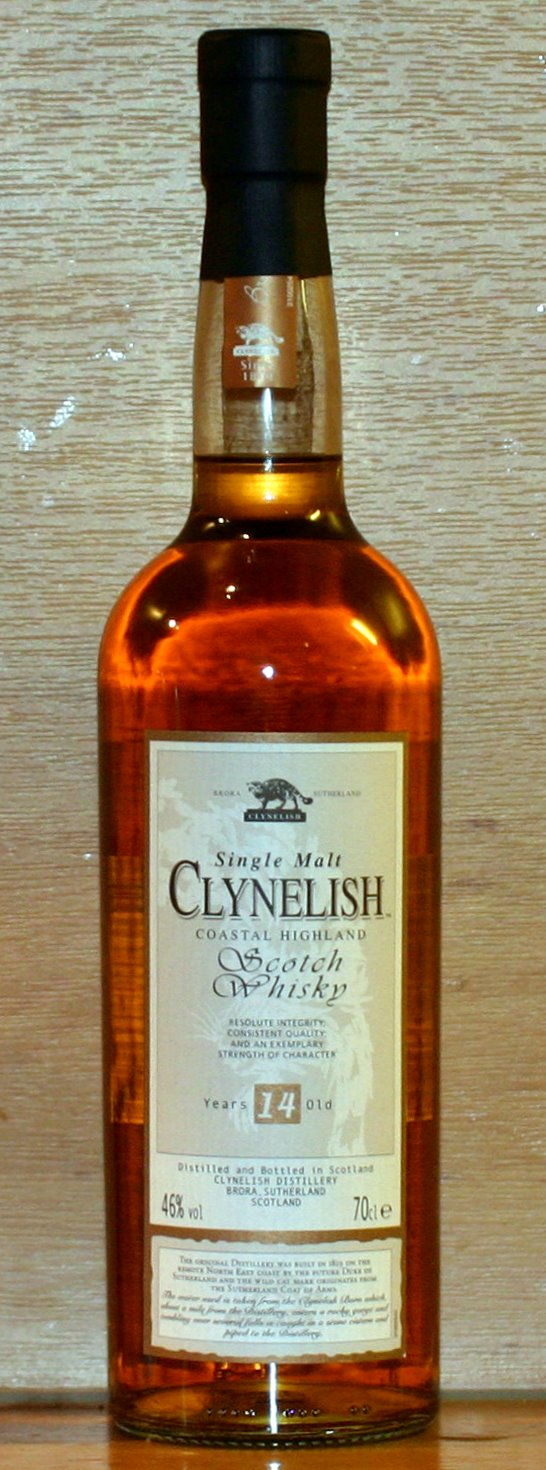
クライヌリッシュ

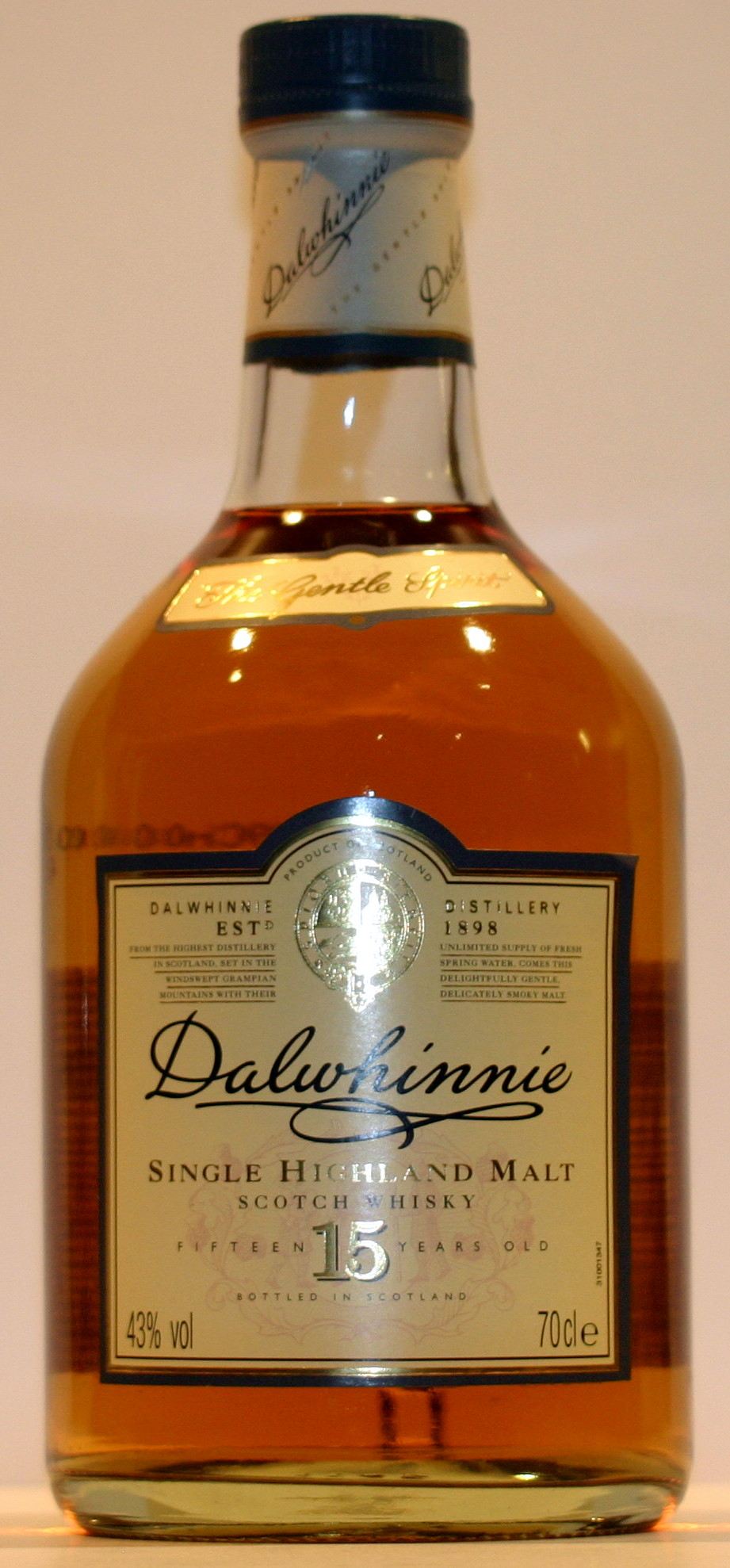
ダルウィニー

バルブレア（Balblair）
バルブレア蒸留所製造。風味は「軽く華やか」と評される。熟成の早さが特徴の一つで、かつては5年物のオフィシャルが販売されていた。ブレンデッドウイスキー「バランタイン」を製造する会社が蒸留所を所有していた時期には同酒の原酒として使用されていた。
クライヌリッシュ (Clynelish)
クライヌリッシュ蒸留所製造。シルクのようななめらかさとスパイシーさを併せ持ち、「深く静かな余韻が残る」と評される。伝統的にスペイサイドモルトの「グレンリベット」と並び称される銘酒で、かつては供給が追い付かないほどの人気を誇った。ブレンデッドウイスキー「ジョニー・ウォーカー」にブレンドされており、当時のマスターブレンダーのジム・ビバレッジはタリスカーと並んで最も重要な原酒とみなしていた。
ダルモア（Dalmore）
ダルモア蒸留所製造。パワフルな風味を持ちながら、加水すると「まろやかな桃の風味」がすると評される、古典的なシェリー樽モルト。ボトルに描かれている牡鹿はダルモア蒸留所のかつてのオーナーであったマッケンジー家の副紋章。2014年からはフィリピン系の酒造メーカーの傘下であり、アジア市場に特化することで、2021年までの約10年で販売数量が6倍近くになったと言われている。
ダルウィニー (Dalwhinnie)
ダルウィニー蒸留所製造。穏やかな味わいが特徴。ブレンデッドウイスキーの「ブラック&ホワイト」、「ロイヤル・ハウスホールド」の原酒。年間生産量130万トンのうち、シングルモルトとして出荷されるのは5%に満たない。
グレンモーレンジィ (Glenmorangie)
グレンモーレンジィ蒸留所製造。風味は複雑かつ華やかで、「香りのデパート」と評される。仕込み水は硬水で、「良質のモルトウイスキーは軟水から作られる」という常識を覆した。熟成に使用する樽はすべて自ら原木を買い付け、ケンタッキー・バーボンを詰めたバーボン樽である。バーボン樽を初めて採用したウイスキーとしても知られる。スコットランドで最も飲まれているシングル・モルトである。
グレンオード（Glen Ord）
グレンオード蒸留所製造。バランスが良く、クリーンでフルーティーと評される。ディアジオ社から「シングルトン・オブ・グレンオード」としてシングルモルトがリリースされている。ブレンデッドウイスキー「デュワーズ」の主要原酒。
オールドプルトニー（Pulteney）
プルトニー蒸留所製造。潮や海藻の香りが漂う風味が特徴。同蒸留所は1950年代、地元の禁酒法により経営不振に陥り、バランタイン社に売却され、さらに1995年にインバーハウス社に売却された。潮の香りを特徴とするようになったのはインバーハウスの時代からである。バランタイン17年のリリース当時のキーモルトである「魔法の7柱」のひとつ。
ロイヤル・ブラックラ（Royal Brackla）
ロイヤル・ブラックラ蒸留所製造。ブレンデッドウイスキー「デュワーズ」のキーモルト。オロロソシェリーの味わいが強く感じられ、「ロイヤルにふさわしい」と評される。
スペイサイド（Speyside）
スペイサイド蒸留所（en:The Speyside distillery）製造。麦芽の乾燥にピートを使用していない。以前はドラムーイッシュ（Drumguish）という名称でリリースされていたが、現在主流なのはスペイサイド12年である。
ティーニニック（テナニヤック）（Teaninich）
ティーニニック（テナニヤック）蒸留所製造。風味は「華やかで厚みがある」と評される。ウイスキー・リキュール「ドラムビュイ」の原酒の一つ。
トマーティン（Tomatin）
トマーティン蒸留所製造。風味はドライでパワフル。同蒸留所は1986年に、日本企業としては初めて、宝酒造と大倉商事によって買収された。現在は宝酒造、丸紅、国分の3社で共同保有している。過去はほとんどが他社へブレンド用として供給されていたが、現在は同名のシングルモルトに注力している。

#### 南ハイランド産
アバフェルディ（Aberfeldy）
アバフェルディ蒸留所製造。まろやかで飲みやすいと評される。アバフェルディ蒸留所の近くには赤リスの生息地があり、15年物のラベルには赤リスの絵が描かれている。ブレンデッドウイスキー「デュワーズ」のキーモルトである。
ブレアアソール（Blair Athol）
ブレアアソール蒸留所製造。清冽さとまろやかさ、ほのかな甘みを併せ持つ。蒸留所の近くを流れる小川アルト・ダワー・バーンはゲール語で「カワウソの川」を意味し、ユナイテッド・ディスタラーズ社が販売するブレアアソールのラベルにはカワウソの絵が描かれている。ブレンデッドウイスキー「ベル」の原酒の一つ
ディーンストン（Deanston）
ディーンストン蒸留所製造。ディーンストン12年の風味は甘く、若干エステリー。全体として中身がしっかりしており、秀逸と評される。
エドラダワー (The Edradour)
エドラダワー蒸留所（en:Edradour distillery）製造。香りは蜂蜜のように甘く、舌触りはとろけるようだと評される。ただし、近年は化粧品のような香りがするようになったという指摘もある。シングルモルトの出荷量は年間2万4000本ほど。
グレンゴイン (Glengoyne)
グレンゴイン蒸留所製造。蒸留所はハイランドとローランドの境界にまたがっているが、仕込み水がハイランドから流れてきているため、歴史的にハイランドモルトに分類される。麦芽の風味を純粋に引き出すため、乾燥にピートを全く用いない。ウイスキー評論家の土屋守によると軽さとコクを併せ持ち、加水すると和食にも合う。
グレンタレット (Glenturret)
グレンタレット蒸留所製造。バニラ香とオイリーな味わいが特徴で、評論家の土屋守はグレンタレット10年を笹団子のようと評している。グレンタレット蒸留所で生産されるウイスキーのほとんどがシングルモルトとして出荷される。
タリバーディン（Tullibardine）
タリバーディン蒸留所製造。ソフトでフルーティー。蒸留所のあるブラックフォードは良質な水で有名で、「ハイランドスプリング」などのミネラルウォーターが有名。ブレンデッドウイスキー「ハイランドクイーン」の原酒の一つ。
ロッホローモンド（Loch Lomond）
ロッホローモンド蒸留所製造。本蒸留所は2019年に中国企業に買収された。独自のポットスチル（ストレートネック、ローモンド型）を採用している。連続式蒸留機で製造しているウイスキーもモルトのみを使用していて、それはシングルグレーンウイスキーとしてリリースされている。フラッグシップのロッホローモンド（シングルモルト）は、一般のポットスチルと独自のポットスチルでそれぞれ蒸留したモルト原酒をブレンドしたもので、複雑なコクがあり、ハイランドでもローランドでもない唯一無二のウイスキーと評される。

#### 東ハイランド産
アードモア（Ardmore）
アードモア蒸溜所製造。同蒸溜所はビーム・サントリー（現サントリーグローバルスピリッツ）の買収（2014年）まではブレンド用の原酒生産に特化していたが、それ以降はシングルモルトのアードモアレガシーにも注力している。アードモアレガシーはノンピート原酒を2割程度含み、穏やかなスモーク香とバランスの良いボディ感のあるウイスキーと評される。同社のブレンデッドウイスキー「ティーチャーズ・ハイランド・クリーム」、「ティーチャーズ・ロイヤル・ハイランド」などの原酒。
フェッターケアン（Fettercairn）
フェッターケアン蒸留所製造。同蒸留所はスコッチ産業に親和的な政策を行った政治家ウィリアム・グラッドストーンの家族が保有している。風味はリッチでディープ、スイートかつモルティで個性的。蒸留所を所有するホワイト&マッカイグループのブレンデッドウイスキー「ホワイト&マッカイ」の原酒。
グレンカダム（Glencadam）
グレンカダム蒸留所製造。風味はソフトでライトボディ。ブレンデッドウイスキー「スチュワート・クリーム・オブ・バーレイ」の原酒として用いられている。流通量は少ない。
グレンドロナック (Glendronach)
グレンドロナック蒸留所製造。フルーティと評される風味が特徴。シングルモルトはシェリー樽原酒が大半を占めるのも特徴。ピーテッド原酒はブレンデッドウイスキー「ティーチャーズ」に使われている。
グレンギリー（Glen Garioch）
グレンギリー蒸留所製造。バニラ、ナッツ、エステリーな香りがし、味はスイートでスパイシー。バランスがとれていると評される。
グレングラッサ（en:Glenglassaugh distillery）
グレングラッサ蒸留所製造。その風味はジューシーで若干の潮風のニュアンスがある。原則としてノンピートだが、年に1ヶ月はヘビリーピート原酒（フェノール値30ppm）を生産しており、トーファ（トルファ）としてリリースされている。ブレンデッドウイスキー「カティサーク」の原酒として用いられている。かつては最も入手困難なシングルモルトと言われていたが、現在は入手しやすい。
ノックドゥー（Knockdhu）、アンノック（anCnoc）（en:Knockdhu distillery）
ノックドゥー蒸留所製造。ディスティラーズ・カンパニー・リミテッド社時代にはブレンデッドウイスキー「ヘイグ」の原酒として生産されておりシングルモルトは流通していなかったが、1989年にオーナーが代わってから販売されるようになった。ノックドゥーはノッカンドオ、カードゥと混同されがちなため、1993年以降はアンノックという商品名を使用している。現在はブレンデッドウイスキー「インバーハウス」、「J&B」にブレンドされている。風味は豊かで軽い、ライトボディと評される。
マクダフ（Macduff）
マクダフ蒸留所製造。麦芽の風味がする。1972年にウィリアム・ローソン社が買収して以降、同社のブレンデッドウイスキー「ウィリアム・ローソン」のキーモルトに用いられている。
ロイヤル・ロッホナガー (Royal Lochnagar)
ロイヤル・ロッホナガー蒸留所（en:Royal Lochnagar distillery）製造。濃厚な香りとクリーミーな味が特徴。生産されるウイスキーのほとんどはブレンデッドウイスキー「ジョニーウォーカー」や「ウィンザー」などの原酒に用いられている。「ウィンザー」は韓国では最も人気のウイスキーである。ヴィクトリア女王は高級なボルドーワインにロイヤル・ロッホナガーを数滴混ぜて飲むのを好んだという。

#### 西ハイランド産

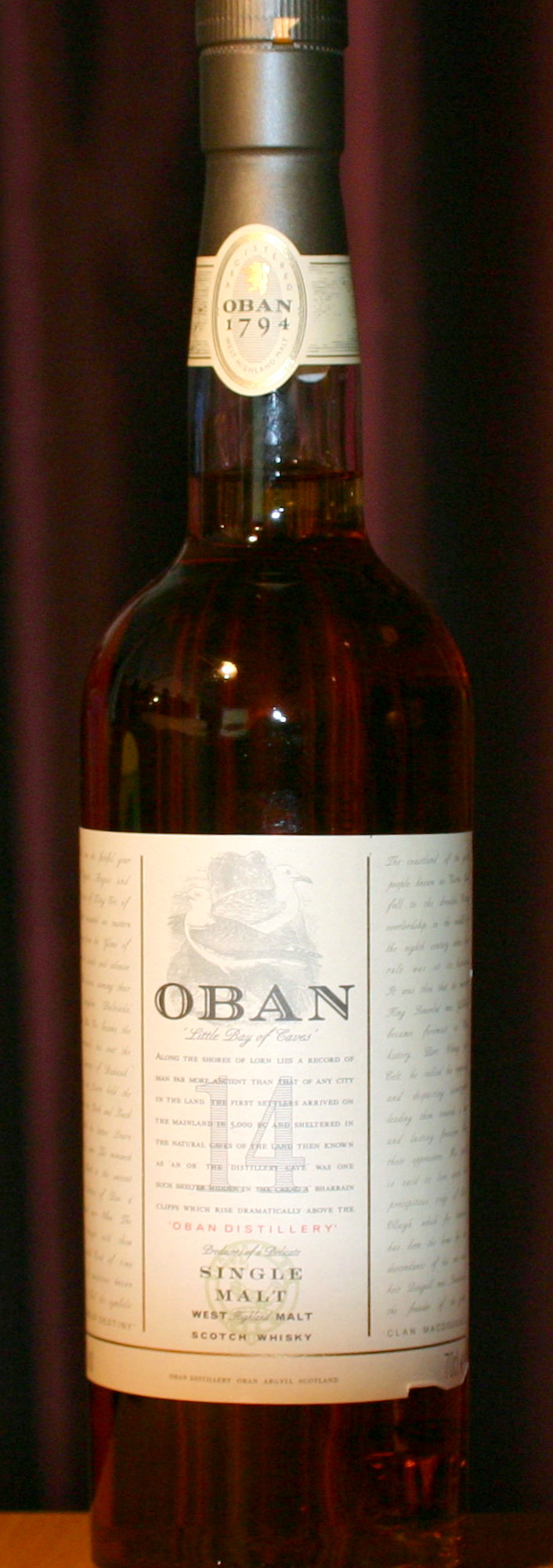
オーバン

ベンネヴィス（Ben Nevis）
日本のニッカウヰスキーが保有するベンネヴィス蒸留所製造。風味は爽やかなフルーツと評される。シングルモルトにも注力しているが、2010年代以降は原酒の8割近くを現地法ではウイスキーとみなされない未熟成のニューメイクとして日本に輸出している。ブレンデッドウイスキー「ベンネヴィス」、「セッション」の原酒。
オーバン (Oban)
オーバン蒸留所製造。風味はスイートかつドライで、かすかに潮の香り。バランスがとれていると評される。
アードナムルッカン（Ardnamurchan）
アードナムルッカン蒸留所製造。インディペンデント系ボトラーズであるアデルフィ社所有。初蒸留は2014年。ウィスキーとしての商品展開は2021年以降を予定。
ノックニーアン（Nc'nean）
ノックニーアン蒸留所製造。本土最西端に位置する2017年開業の蒸留所。ジム・スワン博士が関わっており、大きな特徴として全エネルギーが再生可能エネルギーで賄われており、原材料もオーガニック素材中心となっていることが挙げられる。主力のシングルモルト、ノックニーアン オーガニックはジンを思わせるフレーバーとボトルデザインと評される。

### スペイサイドモルト

#### フォレス産
ベンロマック（Benromach）
ベンローマックとも。フォレス地区、ベンロマック蒸留所製造。フレッシュかつ繊細、リッチな風味をもつ。熟成にはジャック・ダニエルのバーボン樽かオロロソシェリーの樽を使用している。フロアモルティングが主流だった時代はピートを焚いていないウイスキーはなかったため、本蒸留所ではノンピートの麦芽は使用していないという。フェノール値8～12ppm程度のライトリーピーテッドモルトを使用。

#### エルギン産
ベンリアック（Benriach）
ベンリアック蒸留所製造。トフィーのような甘さが特徴。ブレンデッドウイスキーの「クィーン・アン」、「サムシング・スペシャル」の原酒。オフィシャルは1994年に初めて発売された。フロアモルティングによる製麦を一部続けている。
グレンバーギー（Glenburgie）
グレンバーギー蒸留所製造。ラムレーズンのような香りとバニラのような味が特徴。バランスがとれている。ブレンデッドウイスキー「バランタイン」のキーモルトで、バランタイン17年のリリース当時のキーモルトである「魔法の7柱」のひとつでもある。特に重要な原酒であるという。現在はバランタインの原酒シリーズとしてリリースされている。
グレンエルギン（en:Glen Elgin distillery）
グレンエルギン蒸留所製造。ソフトな口当たりが特徴。ノンピートタイプである。蒸留所をホワイトホース社が所有している関係からホワイトホースの原酒として使用されている。かつては12年物のオフィシャルボトルのラベルに白馬が描かれていた。
グレンロッシー（Glenlossie）
グレンロッシー蒸留所製造。白檀のような香りが特徴。グレンロッシー蒸留所の再留釜のラインアームには精留器が取り付けられており、これによりエタノール濃度が高く口当たりの軽いニュースピリッツが作られる。ブレンデッドウイスキーの「ヘイグ」と「ディンプル」の主要原酒。
グレンマレイ（en:Glen Moray distillery）
グレンマレイ蒸留所製造。かつてはブレンデッドウイスキーの原酒として評価が高かった半面個性に乏しかったが、1999年に白ワイン樽を熟成に用いるようになってから個性の弱さが払拭されたと評されている。
リンクウッド (Linkwood)
リンクウッド蒸留所製造。軽くまろやかで飲みやすく、伝統的に「入手できる最上のモルトの一つ」と評されている。蒸留所敷地内の池に白鳥が飛来することにちなみ、ラベルには白鳥が描かれている。99%がブレンド用で、ブレンデッドウイスキー「ジョニーウォーカー」や「ホワイトホース」の原酒。
ロングモーン (Longmorn)
ロングモーン蒸留所製造。ラム酒のような香りとドライでスパイシーな味が特徴で、ブレンデッドウイスキーの原酒としてマッカランやグレンファーに匹敵する評価を得ている。ブレンデッドウイスキーの「クィーンアン」や「サムシングスペシャル」の原酒として用いられている。ニッカウヰスキーの竹鶴政孝が修業した蒸留所でもある。
マノックモア（Mannochmore）
マノックモア蒸留所製造。色がレモンのように薄い。大麦麦芽と仕込み水はグレンロッシーと同じものが用いられており、グレンロッシーと同様にブレンデッドウイスキーの「ヘイグ」と「ディンプル」の主要原酒として用いられている。ただし、マノックモアの再留器には精留器が取り付けられていない。
ミルトンダフ（Miltonduff）
ミルトンダフ蒸留所製造。軽く洗練された風味が持ち味。ブレンデッドウイスキー「バランタイン」を構成するキーモルトで、バランタイン17年のリリース当時のキーモルトである「魔法の7柱」のひとつでもあり、現在はバランタインの原酒シリーズとしてリリースされている。
ローズアイル（Roseisle）
ローズアイル蒸留所製造。ディアジオの製麦所内に2009年に建設された新しい蒸留所で、原酒の作り分けが容易になる設備や、コンピューター管理によるワンマン運用のシステムを採用している。2023年に初めてシングルモルトがリリースされた。

#### バッキー産
インチガワー（en:Inchgower distillery）
バッキー地区、インチガワー蒸留所製造。インチガワー蒸留所を所有しているのはディアジオグループのアーサー・ベル&サンズ社で、同社のブレンデッドウイスキー「ベル」の原酒としても使用されている。シングルモルトはディアジオの「花と動物」シリーズの14年のみの発売で、その香りは穏やかなものの、味はリッチでフルーティであると評される。

#### キース産
オロロスク（Auchroisk）
オスロスク蒸留所（en:Auchroisk distillery）製造。豊かな香りとまろやかな味をもつ。以前はそのシングルモルトが、蒸留所名が発音しにくいため、シングルトンというブランドで発売されていたが、現在は「花と動物」シリーズでリリースされていて、同ブランドは他の蒸留所で用いられている。また、蒸留所内に大きな熟成庫があり、同グループの原酒がそこで熟成されている。仕込み水は大変質の高い軟水。
オルトモア（Aultmore）
オルトモア蒸留所製造。果実のような風味とドライな味が特徴で、非常にバランスがとれていると評される。ブレンデッドウイスキー「デュワーズ」の原酒。
グレンキース（Glen Keith）
グレンキース蒸留所製造。ストラスアイラ蒸留所の第2蒸留所として建造された蒸留所である。リンゴあるいは洋梨の風味を持つ。かつてはすべてブレンデッドウイスキーの製造に用いられていた。2019年以降はシークレットスペイサイド・コレクションとしてシングルモルトがリリースされている。
グレントファース（Glentauchers）
グレントファース蒸留所製造。フィノシェリーまたはバナナのような香りを持ち、コクがある。 ブレンデッドウイスキー「バランタイン」のキーモルトで、現在はバランタインの原酒シリーズとしてリリースされている。蒸留所はマニュアル操作で運用されていて、ペルノリカールの研修センターとなっている。
ストラスアイラ (Strathisla)
ストラスアイラ蒸留所製造。熟したリンゴの香りが特徴の食後酒。ブレンデッドウイスキー「シーバス・リーガル」の主要な原酒の一つ。
ストラスミル（Strathmill）
ストラスミル蒸留所製造。熟した果実のような香りと、スパイシーで鋭い味を持つ。ほとんどが「J&B」などのブレンデッドウイスキーの原酒として用いられるため、シングルモルトは「花と動物」シリーズを除いてほとんど流通していない。

#### ローゼス産
グレングラント (Glen Grant)
グレングラント蒸留所製造。ラベルには同蒸留所の創業者であるグラント兄弟の肖像が描かれていた。5年ものから40年ものまで、様々な熟成期間を経たボトルが流通しており、「グレングラントを集めただけでバーが開ける」といわれる。イタリアでのシェアはスコッチ・ウイスキー中最大で、同国ではシングルモルトといえばグレングラントを指す。仕込み水にはピートの影響が強く出ており、グレングラントそのものよりも黒いといわれるほど黒い。風味はソフトで軽い。
グレンロセス（Glenrothes）
グレンロセス蒸留所製造。シェリー樽を主に使用したエレガントかつリッチなフレーバーが特色。ブレンデッドウイスキーの原酒として評価が高く、トップドレッシングとして用いられる。95%近くがブレンド用原酒としてブレンデッドウイスキー「カティサーク」「フェイマスグラウス」などに使用される。
グレンスペイ（Glen Spey）
グレンスペイ蒸留所製造。草のような風味を持つ。ブレンデッドウイスキーの「J&B」や「スペイロイヤル」、ヴァッテッドモルトの「ストラススペイ」の主要な原酒である。シングルモルトの流通量は非常に少ない。
スペイバーン（Speyburn）
スペイバーン蒸留所（en:Speyburn-Glenlivet distillery）製造。風味はドライ、ライト、シャープと評される。1991年にインバーハウス社が蒸留所を所有するようになってから安価な10年物が流通するようになった。

#### ダフタウン産

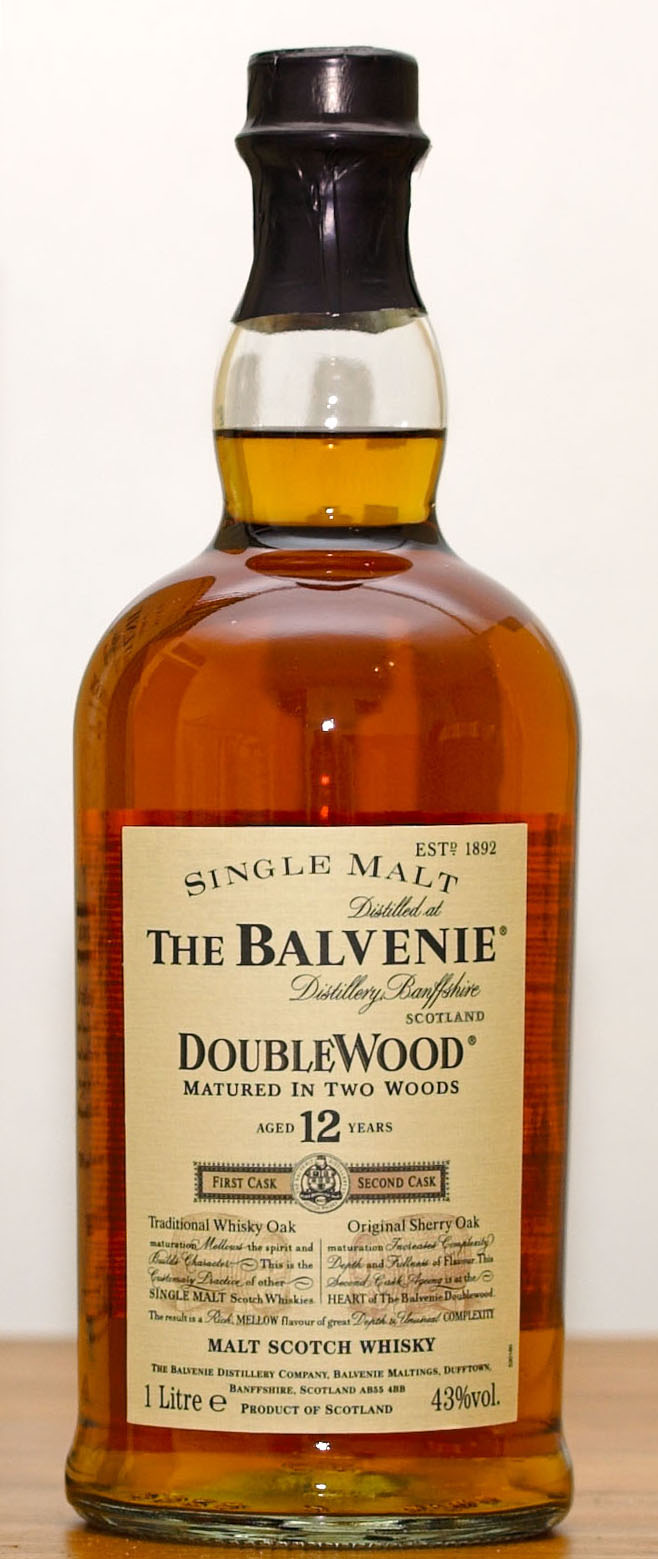
バルヴェニー

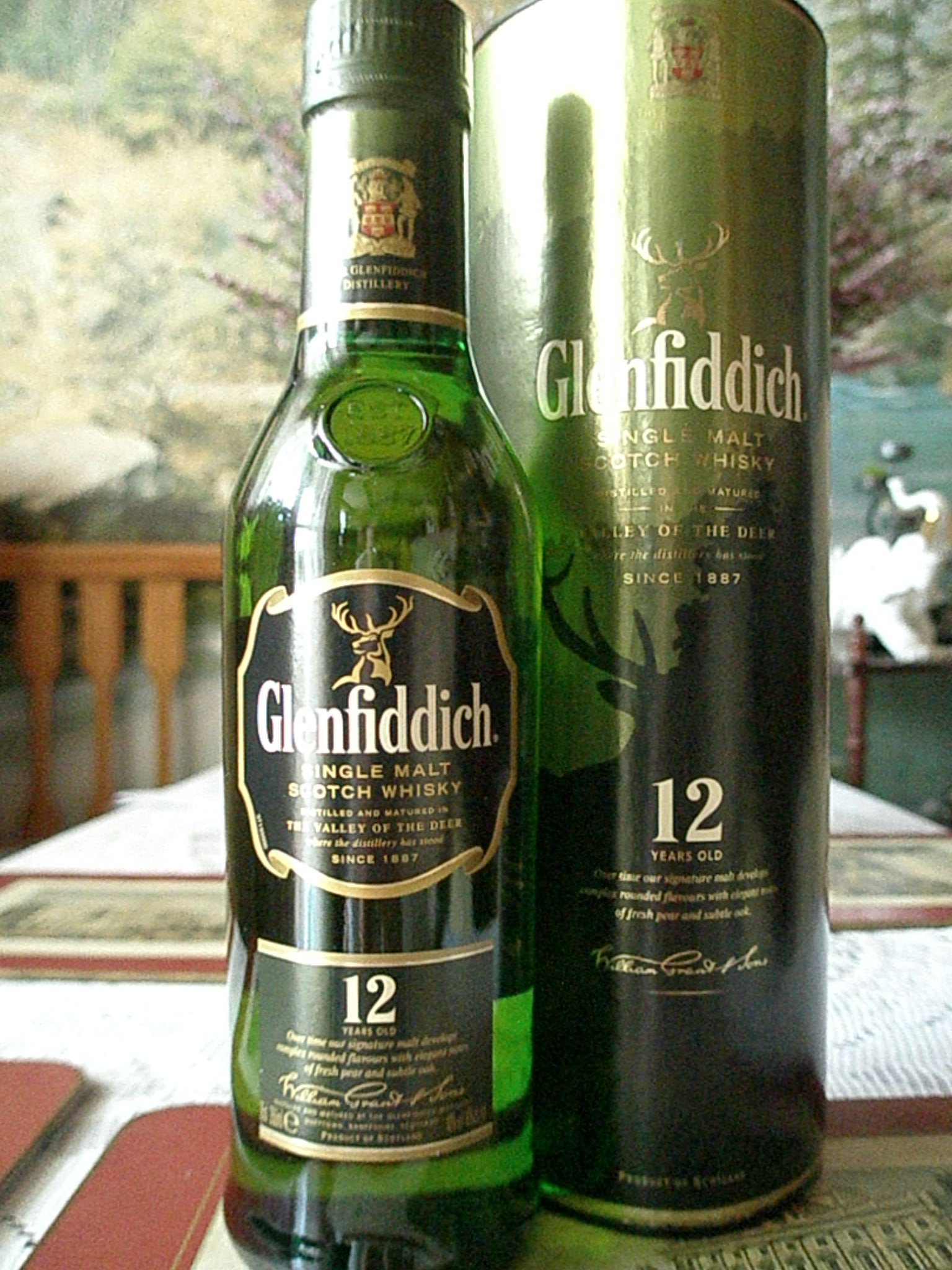
グレンフィディック

アルタベーン（Allt-á-Bhainne）
アルタベーン蒸留所製造。ほとんどがブレンデッドウイスキー「シーバス・リーガル」などの原酒として使用されるため、シングルモルトの流通量は非常に少ない。タイやインドで人気のブレンデッドウイスキー「100ハイパーズ」の原酒にフェノール値10～20ppmのピーテッド原酒を製造している。
ダフタウン（en:Dufftown distillery）
ダフタウン蒸留所製造。シングルモルトとしてはシングルトン・オブ・ダフタウンとしてリリースされている。風味は軽くドライ。
グレンダラン（Glendullan）
グレンダラン蒸留所（en:Glendullan distillery）製造。風味は軽くフルーティー。ブレンデッドウイスキー「オールド・パー」の主要な原酒。エドワード7世が愛飲したことで知られる。シングルモルトとしてシングルトン・オブ・グレンダランとしてリリースされている。
グレンフィディック (Glenfiddich)
グレンフィディック蒸留所製造。1960年、ブレンデッドウイスキー用に生産していたウイスキーをシングルモルトとして発売。当初同業者の物笑いの種となった試みは見事成功し、「世界で一番飲まれているシングルモルト」となった。世界全体でのシェアはおよそ35%にのぼる。ブレンデッドモルトウイスキー「モンキーショルダー」やブレンデッドウイスキー「グランツ」にブレンドされている。
バルヴェニー (Balvenie)
上記のグレンフィディック蒸留所の姉妹蒸留所である、バルヴェニー蒸留所製造。ふくよかでコクのある風味が特徴。スペイサイドだけでなく、全モルトウイスキーを代表する銘柄の一つ。大麦麦芽や仕込み水は隣接するグレンフィディックと同じものを使いながら、仕上がりは大きく異なる。大麦麦芽の一部は自家栽培、自家製麦したものである。新樽とフィノシェリーで熟成させたものを混ぜ、オロロソシェリーの樽で熟成させるという製法がとられている。ブレンデッドモルトウイスキー「モンキーショルダー」やブレンデッドウイスキー「グランツ」にブレンドされている。
モートラック（Mortlach）
モートラック蒸留所（en:Mortlach distillery）製造。フルーツやアミノ酸香がする。2回蒸留と特殊な3回蒸留（アルコール分の弱い留分のみを再度蒸留）を組み合わせており、2.81回蒸留を謳う。ブレンデッドウイスキー「ジョニー・ウォーカー」の原酒。
ピティヴェアック（ピティヴィアック）（en:Pittyvaich distillery）
操業停止中のピティヴェアック蒸留所製造。ダフタウン蒸留所に似せて作られた施設を用いて生産されているにもかかわらず、仕上がりはダフタウンと大きく異なる。風味はスパイシー。
キニンヴィ（Kininvie）
バルヴェニー蒸留所に隣接する姉妹蒸留所。ブレンデッドモルトウイスキー「モンキーショルダー」のキーモルト。

#### リベット産

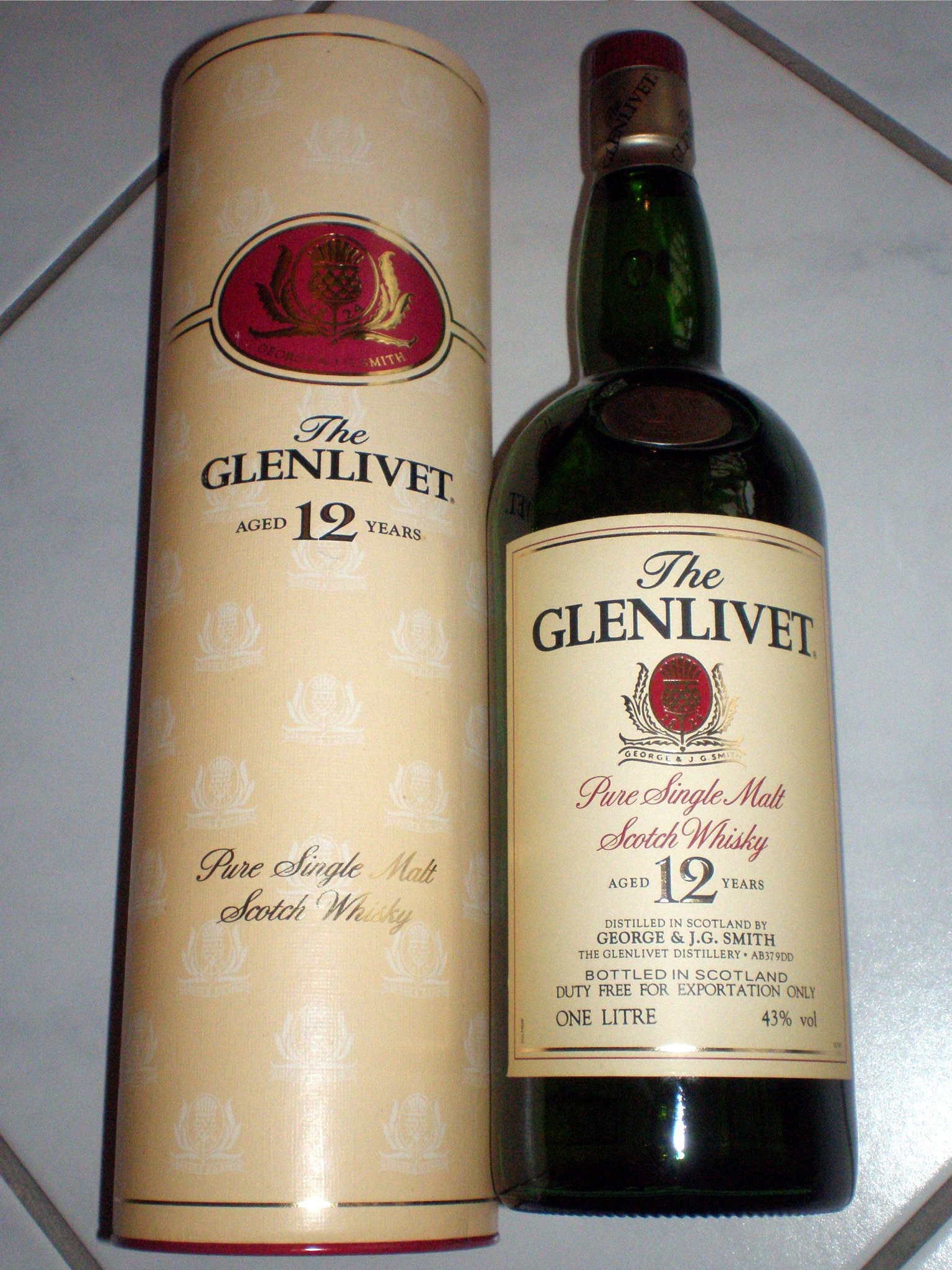
ザ・グレンリベット

ブレイヴァル（Braeval）
ブレイヴァル蒸留所製造。甘い香りとまろやかさが特徴。シーバスリーガルの原酒で、シングルモルトのオフィシャルは流通していない。
ザ・グレンリベット（The Glenlivet）
ザ・グレンリベット蒸留所製造。花のような香りと深みのある味わいが特徴。生産能力は世界最大であり、ブレンデッドウイスキー「シーバスリーガル」にブレンドされている。
タムナヴーリン（Tamnavulin）
タムナヴーリン蒸留所製造。リベット地区で作られるシングルモルトの中で最も口当たりが軽いとされる。ノンピートの麦芽を使用している。
トミントール（Tomintoul）
トミントール蒸留所製造。テキーラのような風味をもち、加水すると甘い香りが引き立つ。

### スペイサイド・モルト（スペイ川中流域他産）

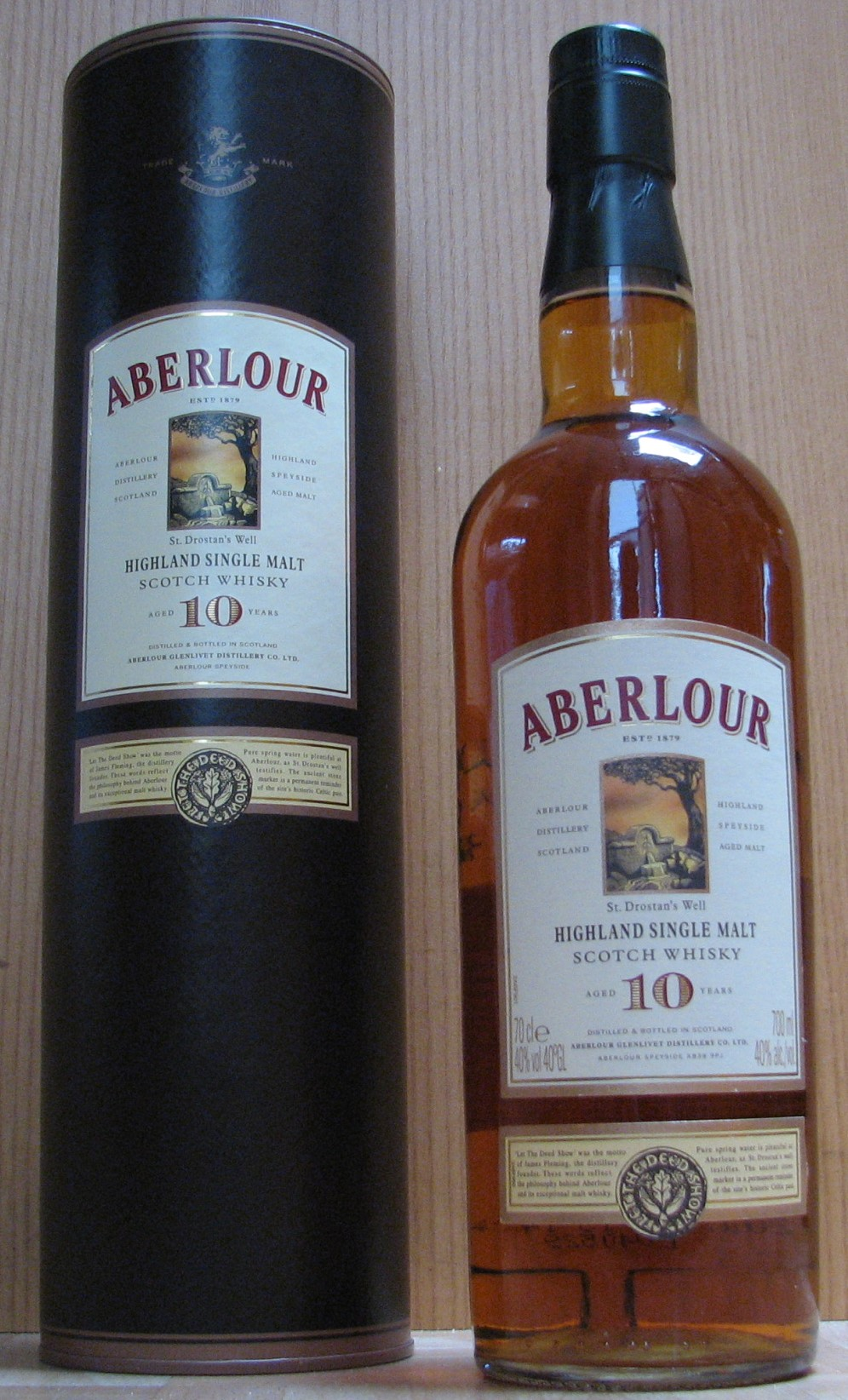
アベラワー

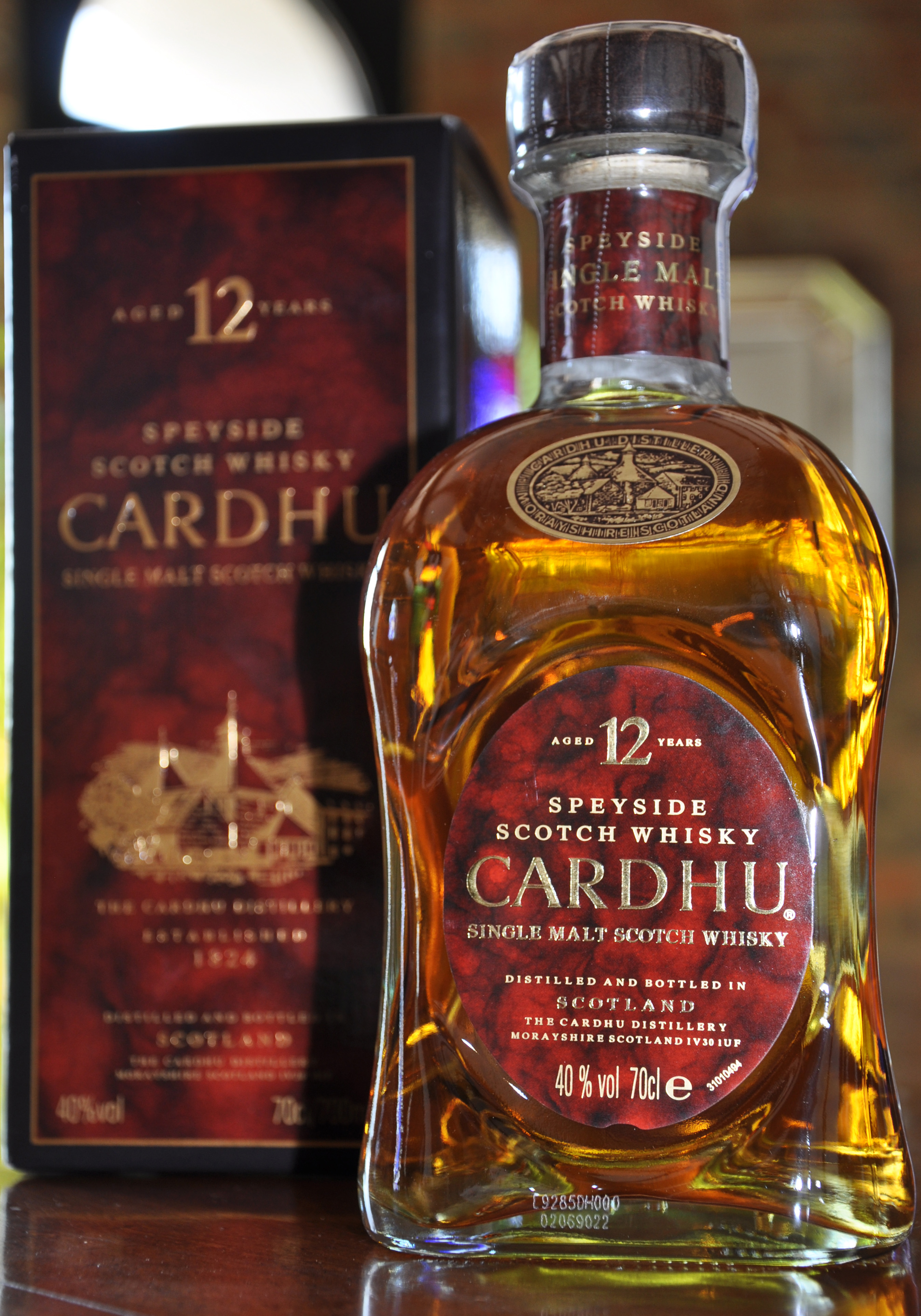
カードゥ

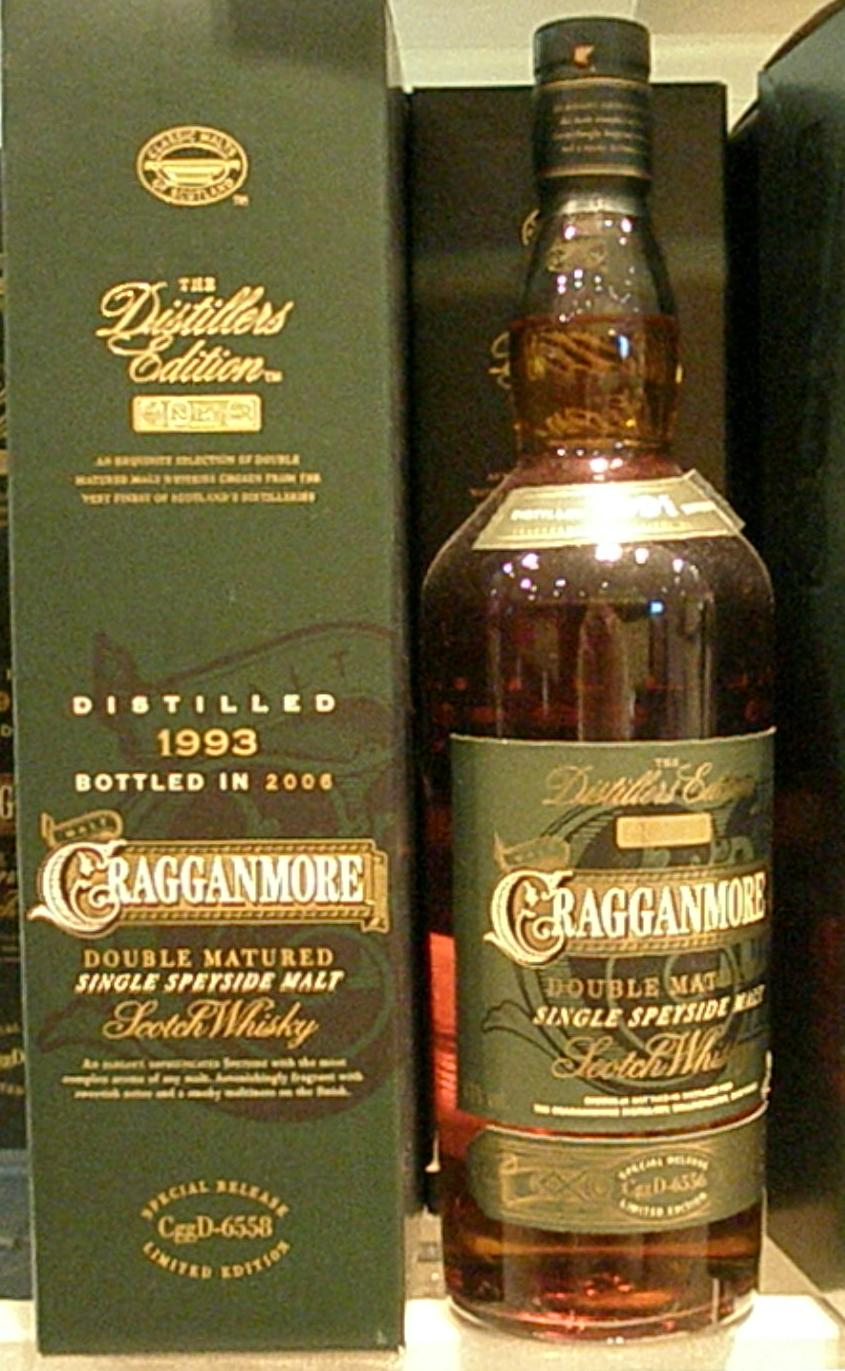
クラガンモア

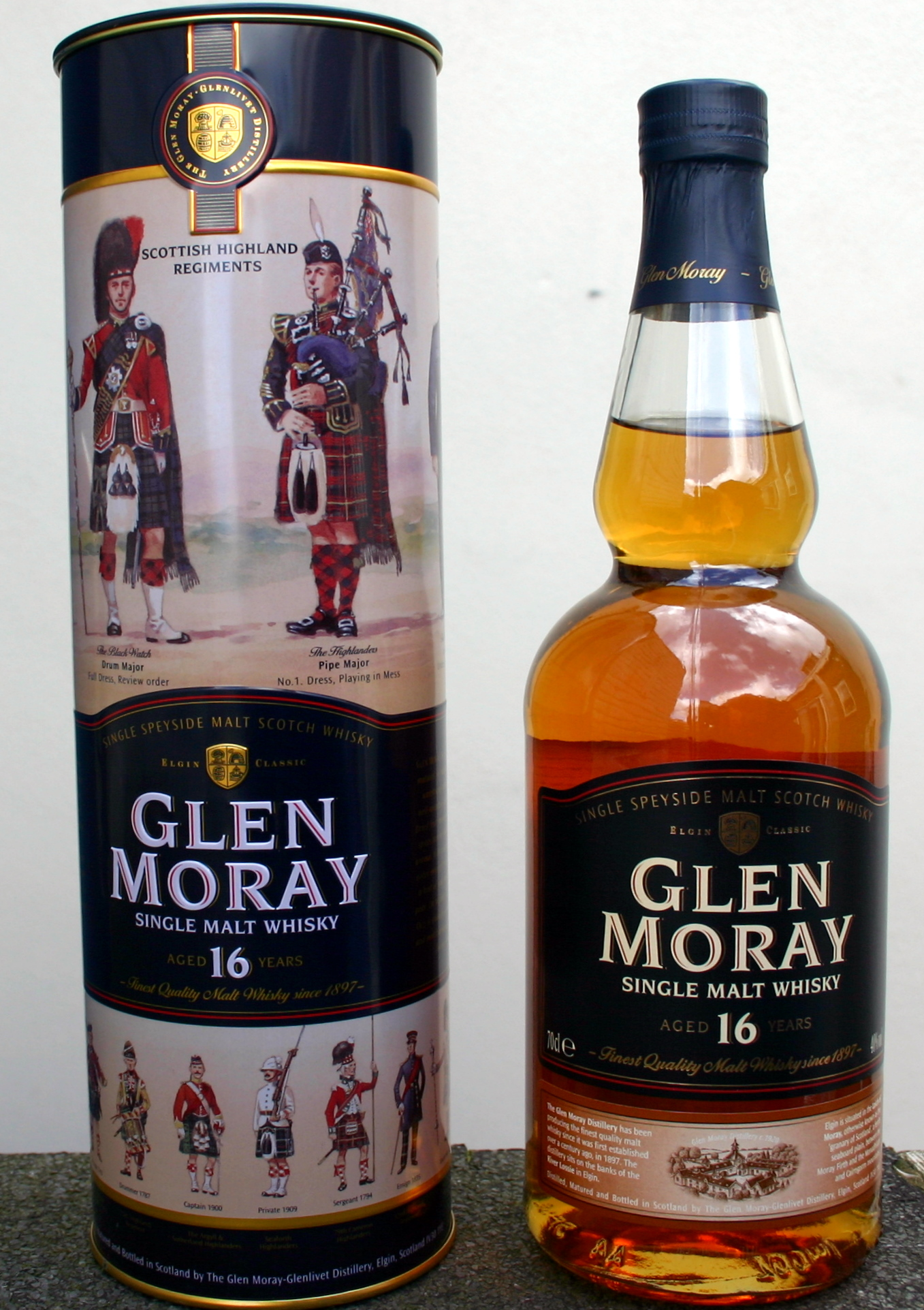
グレンマレン

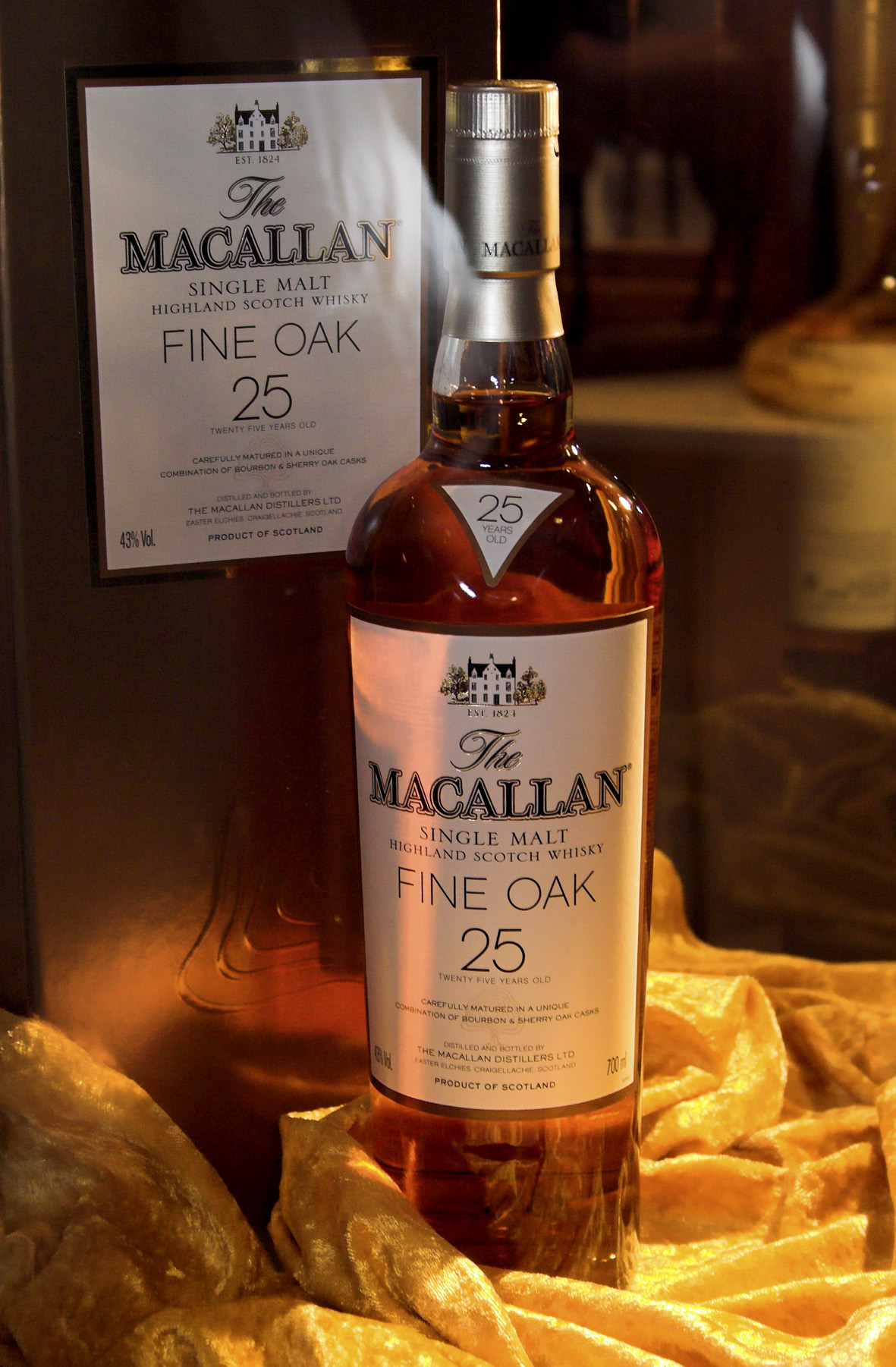
マッカラン

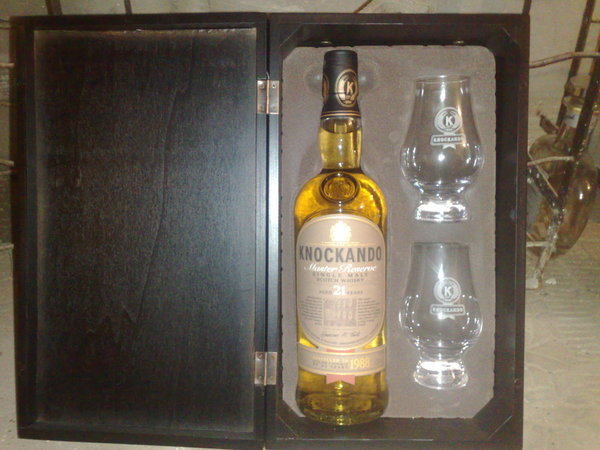
ノッカンドオ

アベラワー (Aberlour)
アベラワー蒸留所製造。シェリー樽熟成が主でラムレーズン、バニラエッセンスのような香りが特徴。1986年に国際ワイン&スピリッツ大会で金賞を受賞。この時、かつて仕込み水を汲んでいた聖ダンスタンの枯れ井戸から水が湧いたという逸話がある。熟成中のウイスキーにバグパイプを聴かせていたこともある。
バルメナック（バルミニック）（Balmenach）
バルメナック蒸留所製造。ヘザーハニーの香りと、ドライな味が特徴。オフィシャルのシングルモルトはない。
ベンリネス（Benriness）
ベンリネス蒸留所製造。蒸留の際、2009年までは3回蒸留を行っていたが、現在は一般的な2回蒸留を行っている。蒸留のスピードが速く、留分を多く取り出すことで重く、硫黄感のあるパワフルな酒質になっている。
カードゥ（Cardhu）
カードゥ蒸留所製造。飲み口は軽く甘い。ジョニー・ウォーカーの主要な原酒のひとつ。
クラガンモア (Cragganmore)
クラガンモア蒸留所製造。香り豊かで飲む口はソフト。ブレンデッドウイスキー「オールド・パー」の主要な原酒。
クライゲラキ（クライゲラヒ）（Craigellachie）
クライゲラキ蒸留所製造。フルーティーな風味をもつ。以前はブレンデッドウイスキー「ホワイトホース」の主要な原酒だったが、1998年にバカルディ社に買収されてからは「デュワーズ」の原酒を製造している。
ダルユーイン（Dailuaine）
ダルユーイン蒸留所製造。ドライでホット、スパイシーな風味が特徴。
インペリアル（Imperial）
インペリアル蒸留所製造。同蒸留所は2005年に解体され、その敷地はシーバス社が買収しダルメニャック（Dalmunach）蒸留所が建造された。
グレンアラヒー（Glenallachie）
グレンアラヒー蒸留所製造。キャンベル社のブレンデッドウイスキー「クラン・キャンベル」などの原酒に注力していたが、2017年に親会社ペルノリカールが売却を決定。ウイスキー界の重鎮ビリー・ウォーカーが買収し、それ以降はシングルモルトも次々リリースしている。フラッグシップの12年ものはリッチな香りと甘くスパイシーでチョコレート感のあるフレーバーが特徴である。
グレンファークラス (Glenfarclas)
グレンファークラス蒸留所製造。現在では少ない家族経営されている蒸留所の１つ。熟成にはすべてヨーロピアンオークのオロロソシェリー樽を用いている。樽を最大4回まで使い回すのも特徴である。モルトウイスキーの愛好家として知られたサッチャー元首相は、グレンファークラス105(105プルーフ（エタノール濃度60%以上））を愛飲していると公言していた。
ノッカンドゥ (Knockando)
ノッカンドゥ蒸留所製造。厚みのある風味が特徴。ブレンデッドウイスキー「J&B」の主要原酒。
マッカラン (Macallan)
マッカラン蒸留所製造。シェリー樽特有の香りと、コンソメスープにたとえられる果実の味わいが特徴。ブレンデッド用のモルトウイスキーとしても高い評価を得ており、「シングルモルトのロールスロイス」との評価もある。熟成に使うシェリー（ドライ・オロロソ）樽を自ら製造し、シェリー酒業者に無償貸与することで確保している。その樽のコストは年間数十億で他に例をみない規模であるという。ブレンデッドウイスキー「カティーサーク」や「フェイマスグラウス」にも使われている。
タムドゥー（Tamdhu）
タムドゥー蒸留所製造。香りはリッチだがサルファリーで味わいは複雑だがまとまりに欠けると評される。かつてはサラディン式の製麦が大規模に行われていたが、現在は製麦施設を使っていない。ブレンデッドウイスキー「カティーサーク」「フェイマスグラウス」の原酒。
トーモア（Tormore）
トーモア蒸留所製造。軽さと華やかな甘さを併せ持つ。蒸留所の職人はその味を「現代風モルト」と評している。ブレンデッドウイスキー「バランタイン」「ロングジョン」の原酒。

### ローランド・モルト
オーヘントッシャン (Auchentoshan)
オーヘントッシャン蒸留所製造。3回の蒸留が行われ、アルコール度数を一度80度ほどまで高めることで、クリーンでライトな酒質になっている。2010年代、免税店を中心に売り上げが伸びているほか、大都市で若者を中心に人気で、「アーバンモルト」とも呼ばれる。
ブラドノック (Bladnoch)
ブラドノック蒸留所製造。同蒸留所は10回以上オーナーが変わっている。2020年以降のリリースは前オーナーが蒸留した原酒である。
グレンキンチー (Glenkinchie)
グレンキンチー蒸留所製造。軽くドライでかつ香り豊かと評される。かつてはラマルミュアーの丘陵地の泉の水とキンチー川の水を仕込み水に使っていたが、水質汚染の懸念から現在は前者のみを使用している。業界最大級のポットスチルで蒸留している。
リトルミル（Littlemill）
リトルミル蒸留所製造。同蒸留所は操業停止中。色合いは白ワインに、香りは濡れた段ボールやオートミールにたとえられる。すでに現存しない蒸留所である。
ローズバンク（Rosebank）
ローズバンク蒸留所製造。同蒸留所は1993年に操業を停止したが、修復工事の後2023年より蒸留を再開した。オーヘントッシャンと同様、3回蒸留が特徴の一つで、かつての8年もののラベルには3つの単式蒸留器が描かれていた。上水道（水源はキャロン・バレー貯水池）の水を仕込み水にしている。熟成が早く若いものでも美味しいと言われている。

### アイラ・モルト

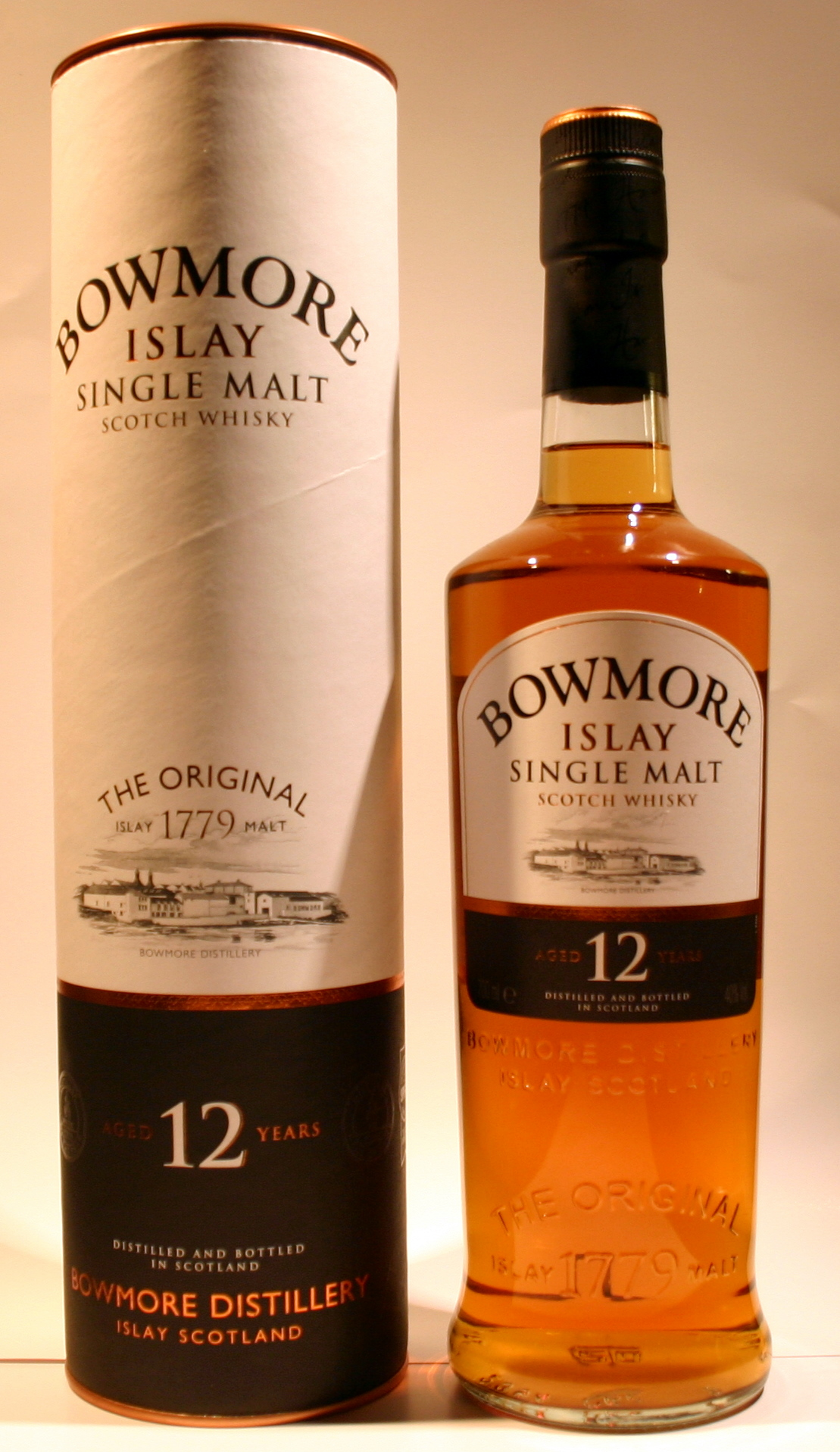
ボウモア

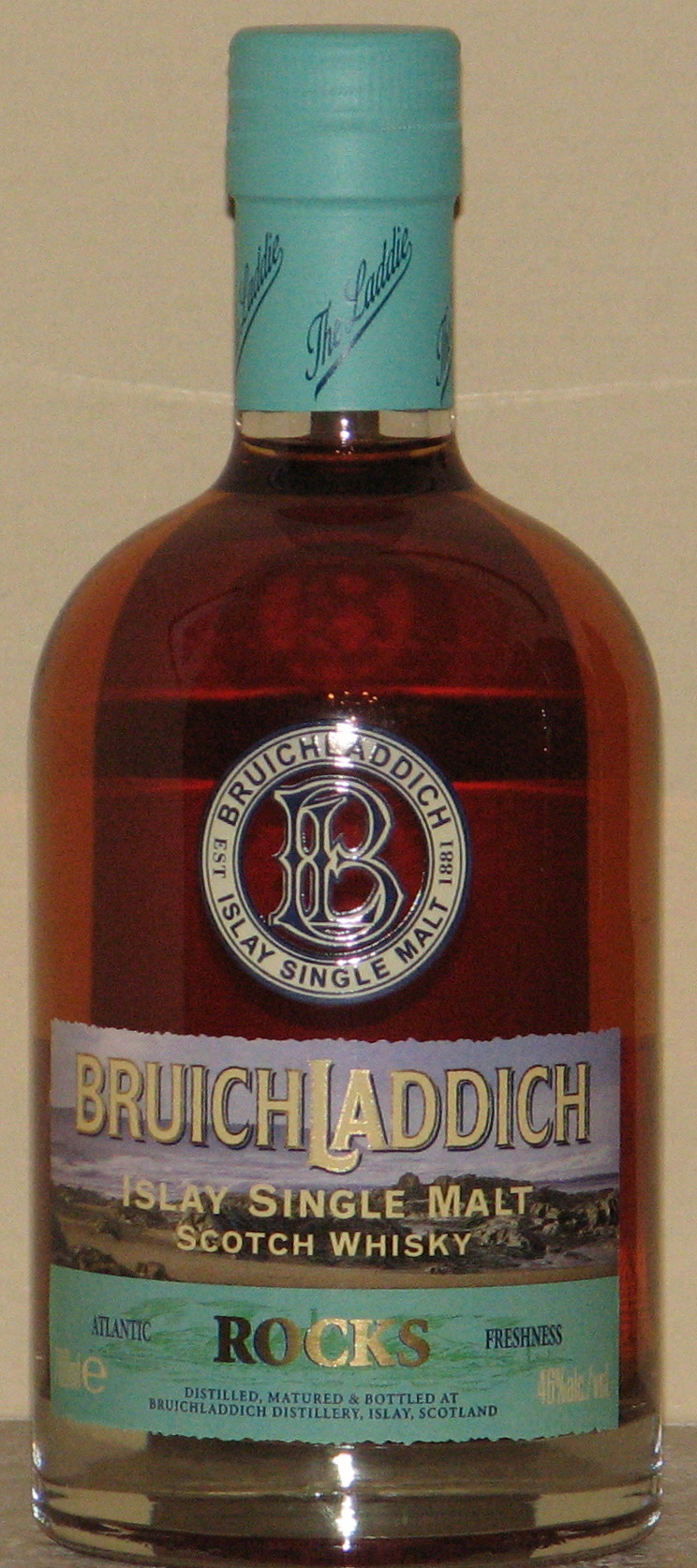
ブルイックラディ

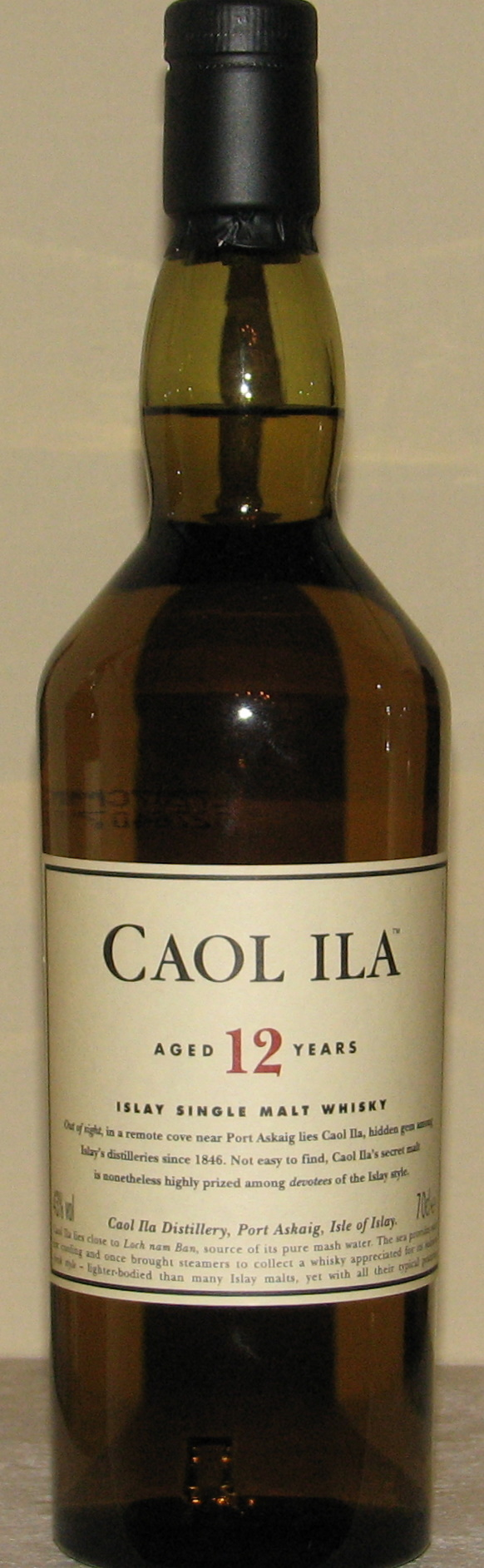
カリラ

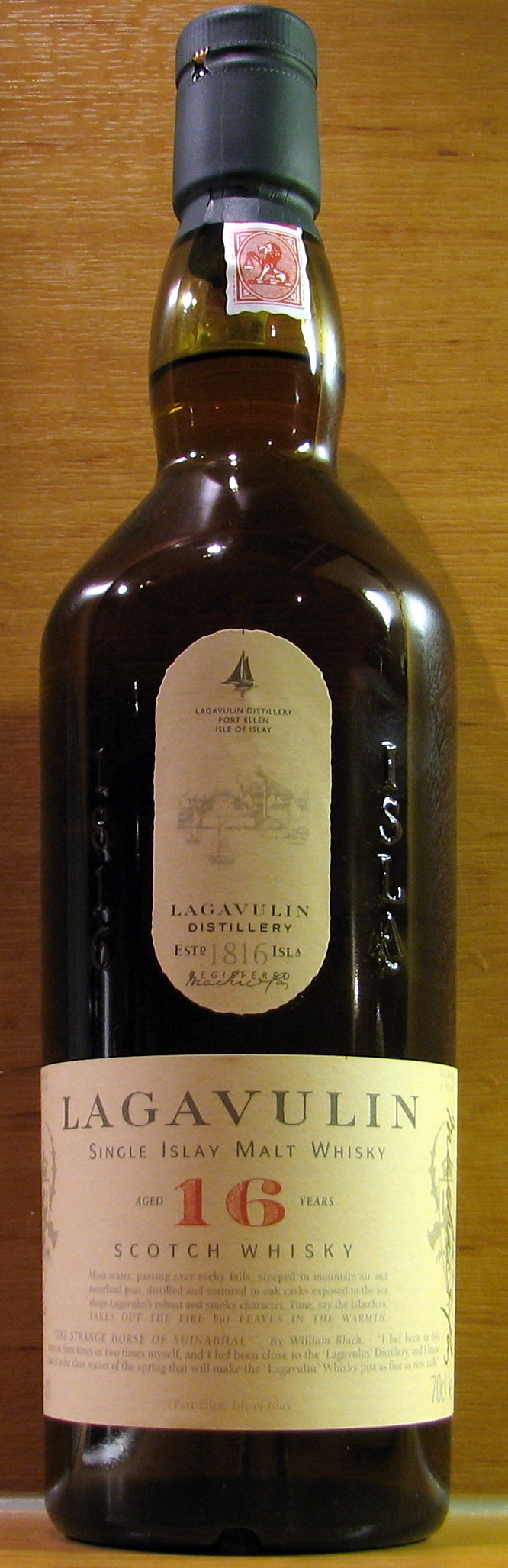
ラガヴーリン

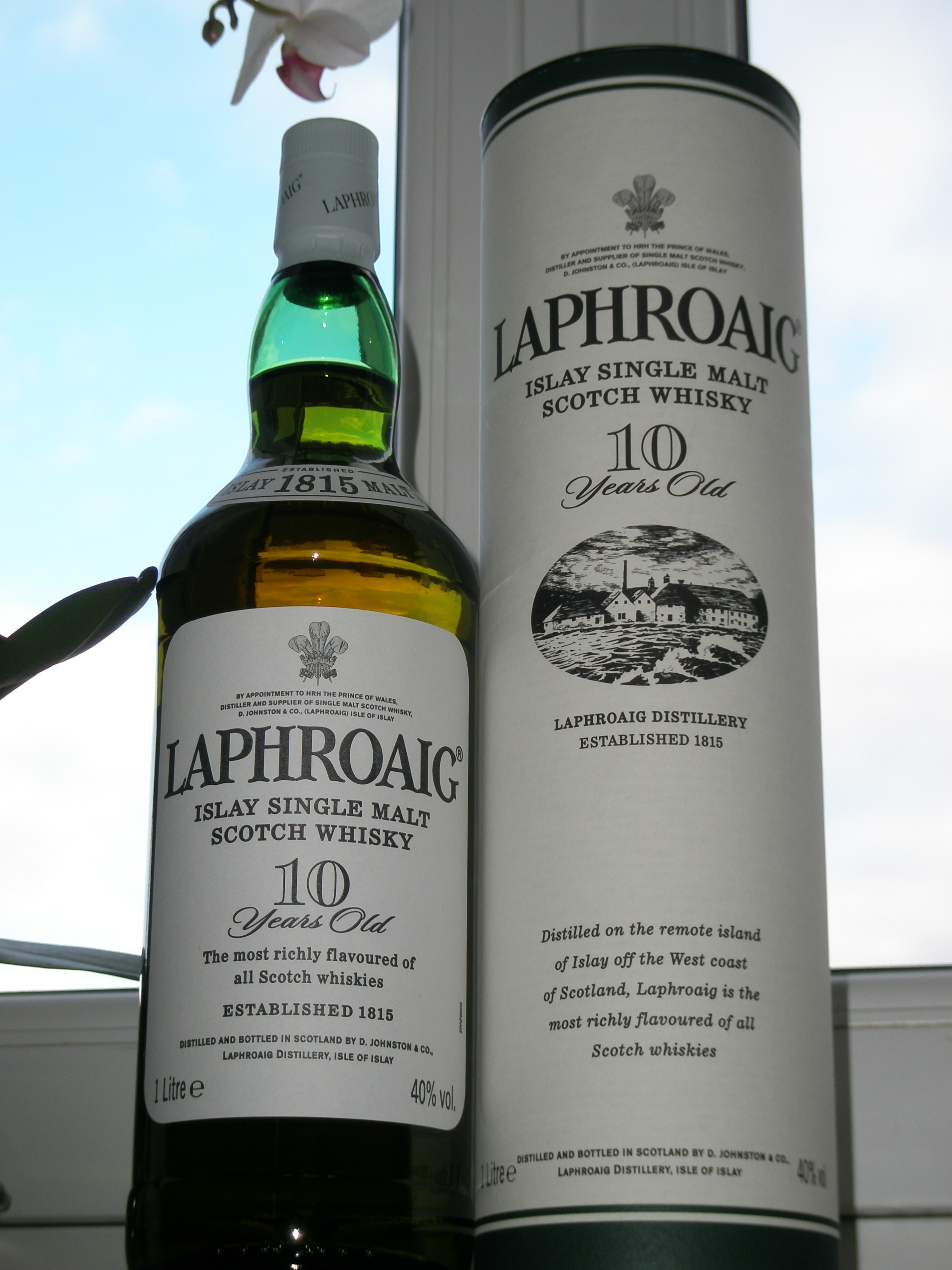
ラフロイグ

キルホーマンを除いて蒸留所が海辺に建てられている影響からヨード臭がし、さらにピート由来のスモーキーさをもつ。有名なブレンデッドウイスキーには少なくとも5%のアイラ・モルトが混ぜられているといわれる。北部で製造されたものは風味が重く、南部で製造されたものは軽い傾向にある。

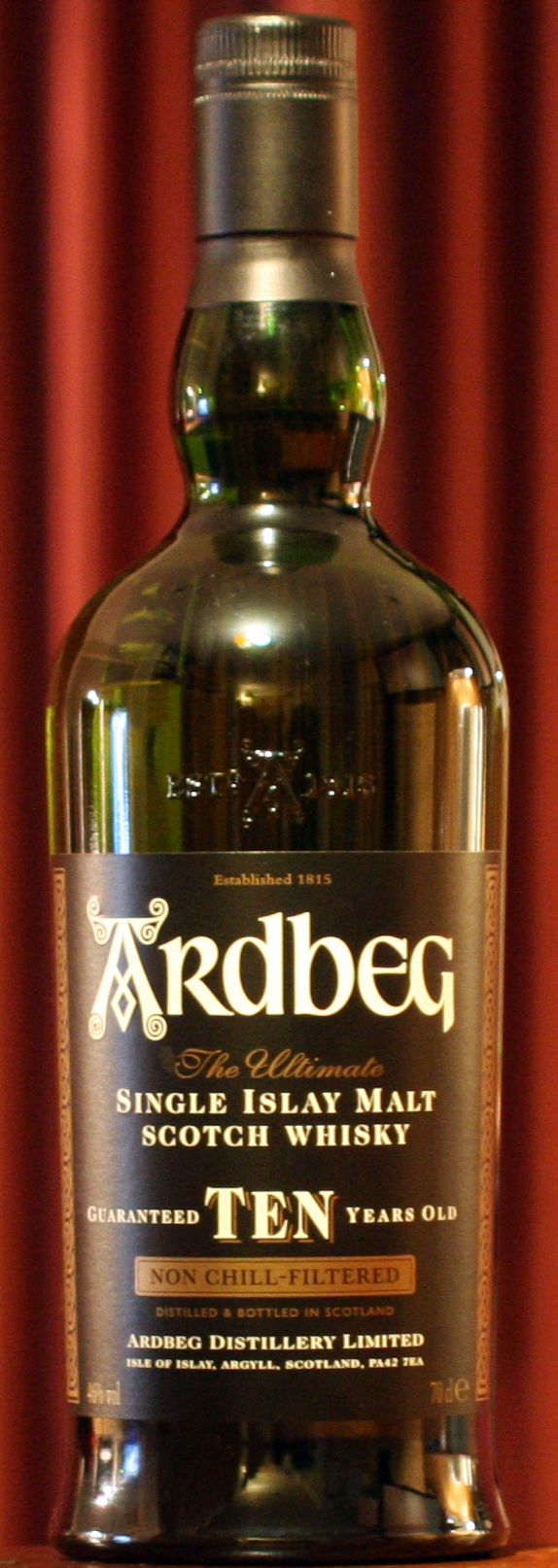
アードベッグ

アードベッグ（Ardbeg）
アードベッグ蒸留所製造。ピートの強さを示すフェノール値は全モルト中最高クラスの50-55ppm。ブレンデッドウイスキー「バランタイン17年」の初期のキーモルトである「魔法の7柱」のひとつに数えられる。1997年にグレンモーレンジィ社に買収されてからはシングルモルトを中心に展開し、ピートブームを引き起こし、アードベギャンと呼ばれる愛好者を生み出した。
ボウモア（Bowmore） 
ボウモア蒸留所製造。食後酒として飲まれる。シェリー樽由来の香りとハーブ様の香り、酸味を含む煙香があいまった風味をもち、アイラモルトの中では中間的な重さをもつとされ、「アイラモルトの女王」と称されることもある。日本のサントリーグローバルスピリッツが所有している。
ブルックラディ（Bruichladdich）
ブルックラディ蒸留所製造。アイラモルトの中では仕込み水のピート臭が軽くノンピート麦芽を使用し、さらに釜の上部が非常に細い単式蒸留器を用いて製造されることから、軽くドライでクリーンな風味を基本とする。
またテロワールを重視しており、大麦の半数をアイラ島でまかない、もう半数もスコットランドのものを使用している。
ポートシャーロット（Port Charlotte）
ブルックラディ蒸留所製造。フェノール値40ppm程度のヘビリーピーテッドウイスキー。
オクトモア（Octomore）
ブルックラディ蒸留所製造。フェノール値80～300ppm程度のスーパーヘビリーピーテッドウイスキーで、実験的なシリーズ。
ブナハーブン（Bunnahabhain）
ブナハーブン蒸留所製造。仕込み水のピート臭が軽く、さらに麦芽乾燥にピートをほとんど用いないことからピートの煙臭は控え目で、アイラモルトの中で最も軽いとされる。1997年ごろからスモーキーな原酒も生産するようになり、2004年には「モンニャ」としてリリースされた。アメリカで人気が高い。ジョージ・ブッシュ（父）が大統領であった当時、ホワイトハウスのパーティで必ず供されたと伝えられる。ブレンデッドウイスキー「カティサーク」や「ブラックボトル」の原酒の一つ。
カリラ(Caol ila)
カリラ蒸留所製造。煙香とヨード香が強く、辛みをもつのが特徴。もともとはもっぱらジョニーウォーカーなどディアジオ社が製造するブレンデッドウイスキーの原酒として生産され、シングルモルトウイスキーは入手困難であったが、2002年にオフィシャルが通年発売され流通するようになった。
キルホーマン(Kilchoman)
キルホーマン蒸留所製造。初蒸留は2005年12月。大麦の栽培から製麦、仕込み、発酵、蒸留、熟成、瓶詰めまでアイラ島内で完結させることが可能な設備を備えている。
ラガヴーリン(Lagavulin)
ラガヴーリン蒸留所製造。アイラモルトの特徴であるピートの煙臭とヨード臭に加え、なめらかさを併せ持つ。ブレンデッドウイスキー「ホワイトホース」の原酒で、オフィシャルも発売されている（16年物が主流）。ホワイトホースを販売するホワイトホース社の創業者ピーター・マッキーはラガヴーリン蒸留所でウイスキーの製法を学んだ。
ラフロイグ(Laphroaig)
ラフロイグ蒸留所製造。テネシー産バーボンのファーストフィルを使って熟成される。その風味は薬品、消毒液、タールにたとえられることがあり、好みが分かれるとされる。世界各地の免税コーナーでの売れ行きが最もよいモルトウイスキーである。チャールズ3世愛飲の酒としても知られ、シングルモルトとして初めてプリンス・オブ・ウェールズ御用達の勅許状が与えられた。
アードナッホー(Ardnahoe)
アードナッホー蒸留所製造。インディペンデント・ボトラーのハンターレイン社によって2018年にオープンし、2019年1月から生産を開始した。
ポートエレン(Port Ellen)
ポートエレン蒸留所製造。同蒸留所は1983年に操業を停止しモルトスターに転業したが、製造されたシングルモルトの在庫は残されている。風味はドライでピートの煙香がする。2024年に操業再開

### キャンベルタウン・モルト

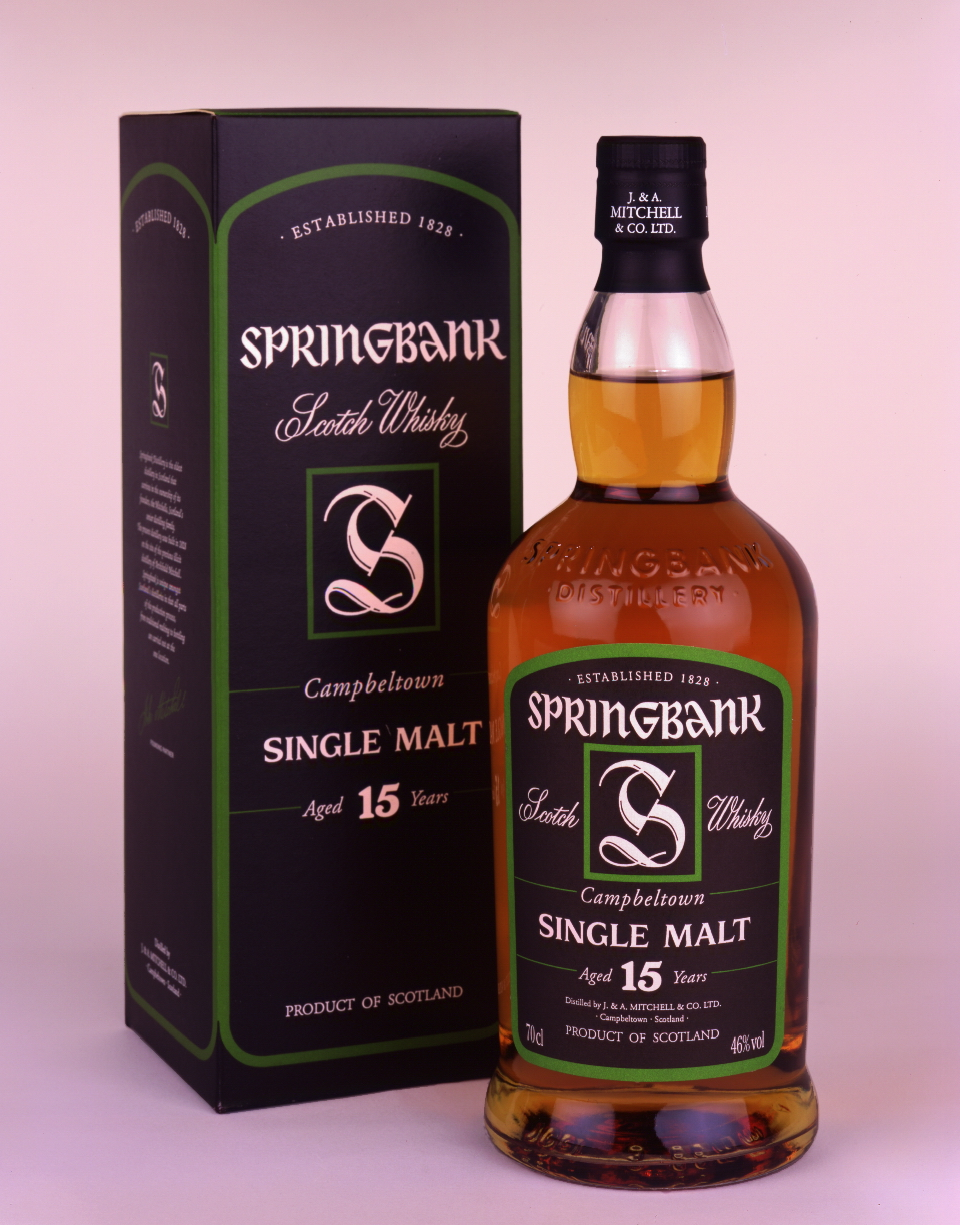
スプリングバンク

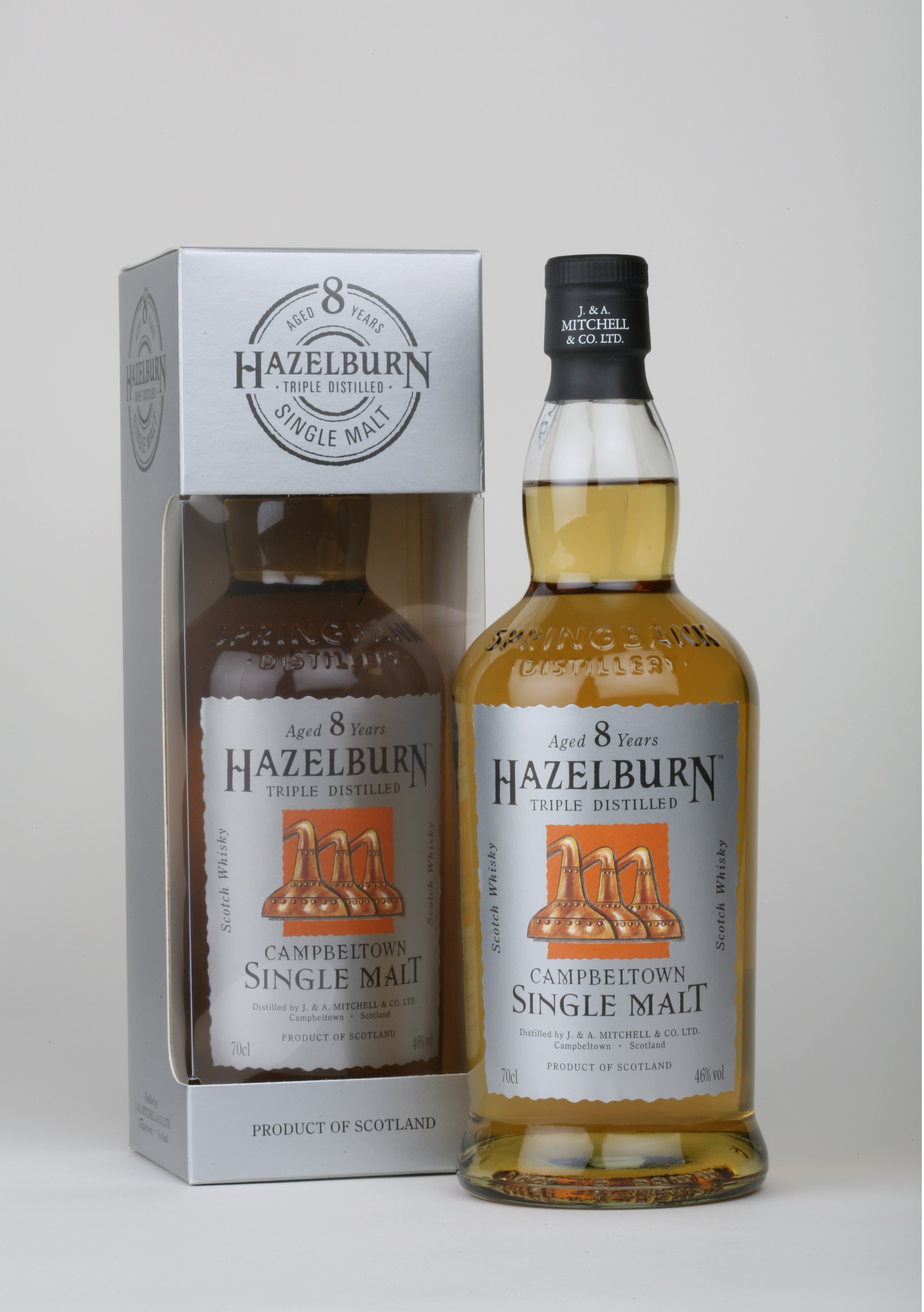
ヘーゼルバーン

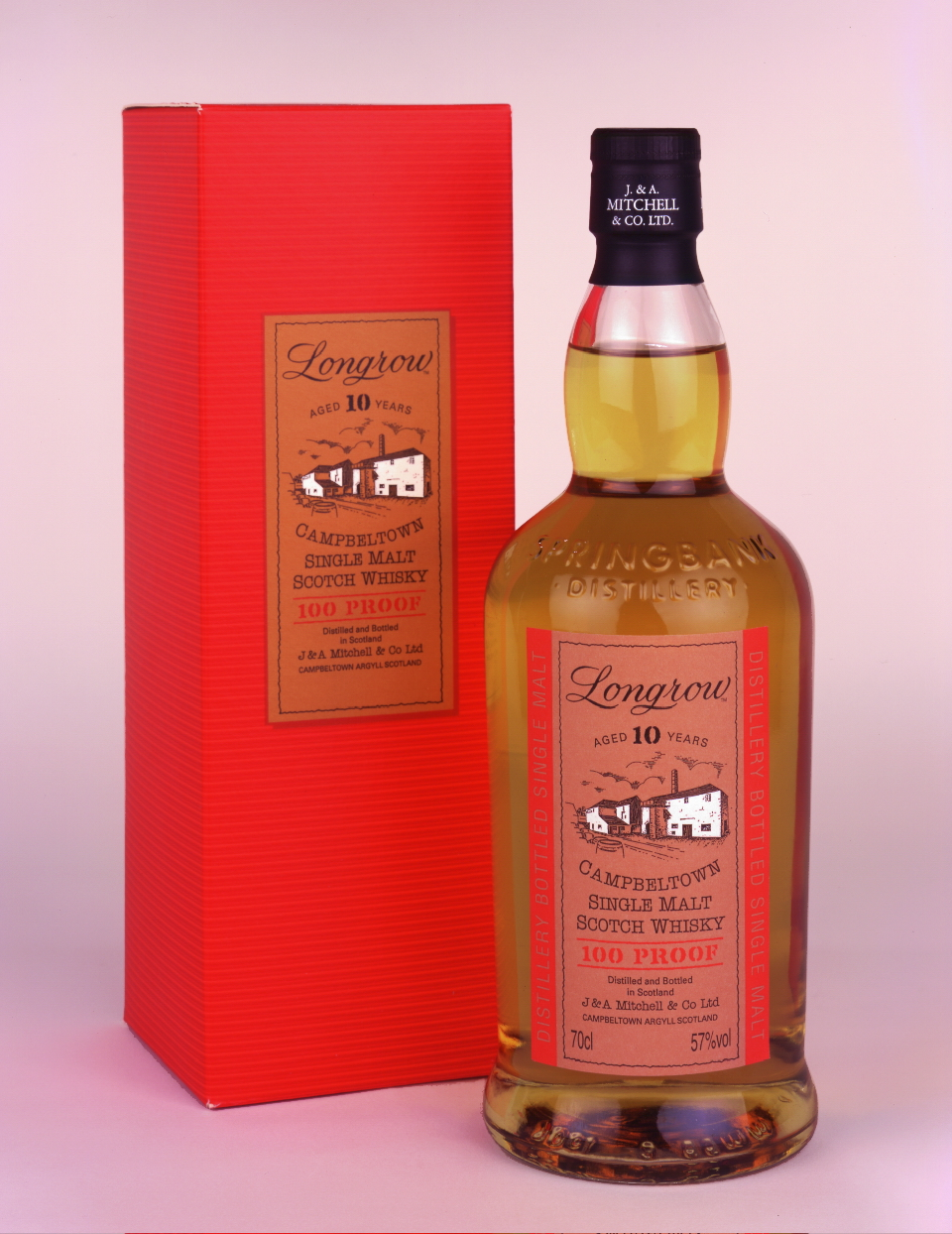
ロングロウ

スプリングバンク（Springbank）
スプリングバンク蒸溜所製造。全てのモルトウイスキーの中で最も塩味が強いと評される。発酵もろみの一部について蒸留を3回行う。本酒の12年ものは、1983年にタイムズ誌が主催した試飲会で1位を獲得している。「ウエスト・ハイランド」の銘がついた商品は希少価値が大変高いことで知られる。
ロングロウ（Longrow）
スプリングバンク蒸留所製造。名はかつてキャンベルタウンにあった蒸留所から。蒸留は2回で、麦芽の乾燥をピートのみを燃料に用いて行い、スプリングバンクと比べてピートの煙臭が強い。
ヘーゼルバーン（Hazelburn）
スプリングバンク蒸留所製造。名はかつてキャンベルタウンにあった蒸留所から。蒸留は3回で、麦芽乾燥にピートを一切用いない。
キルケラン (Kilkellan)
グレンガイル蒸留所製造。本酒を用いたブレンデッドウイスキーに「ミッチェルズ」がある。
グレンスコシア (Glen Scotia)
グレンスコシア蒸留所製造。ふくよかで甘い味をもち、かすかにピートの煙臭がする。

### アイランズ・モルト
アイランズ・モルトは、アイラ島以外の島で製造されているものを指す。各蒸留所が離島にあるという地理的な要素に基づく分類であり、例えば熟成に影響を与える気候もバラバラであるため、アイランズ・モルト全般に共通する特徴は見られない。

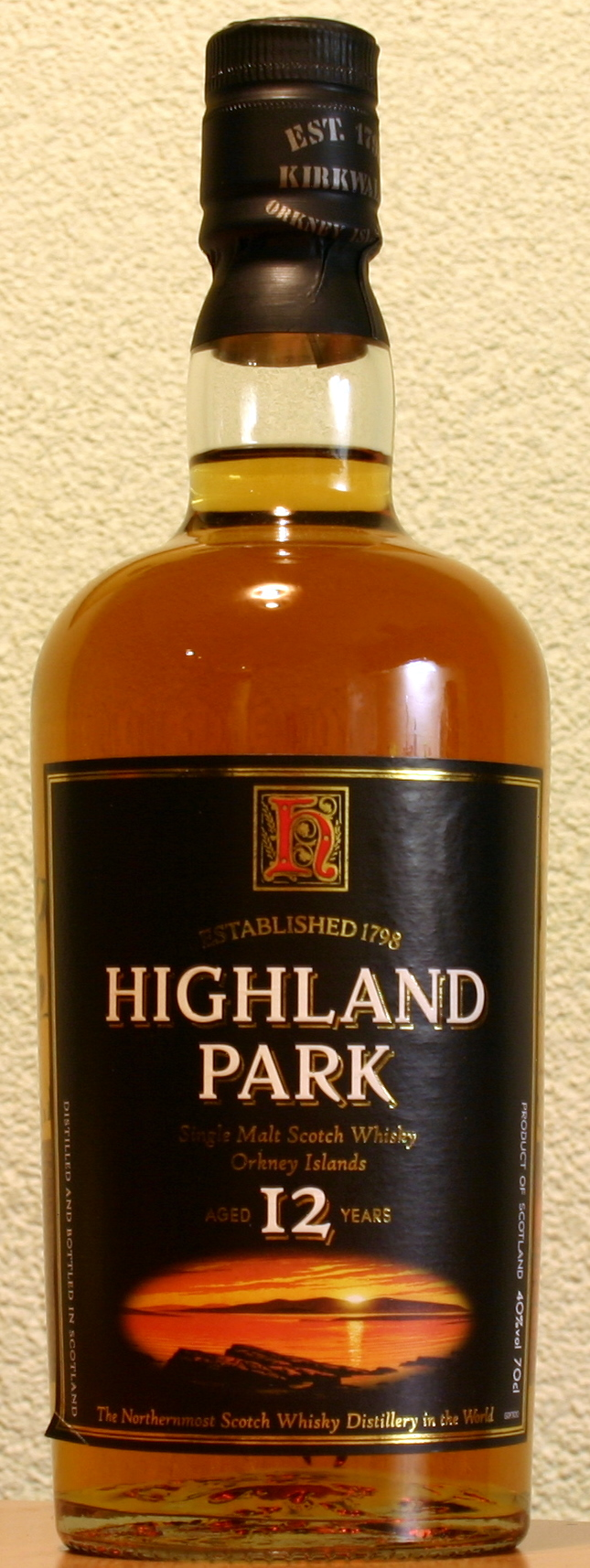
ハイランドパーク

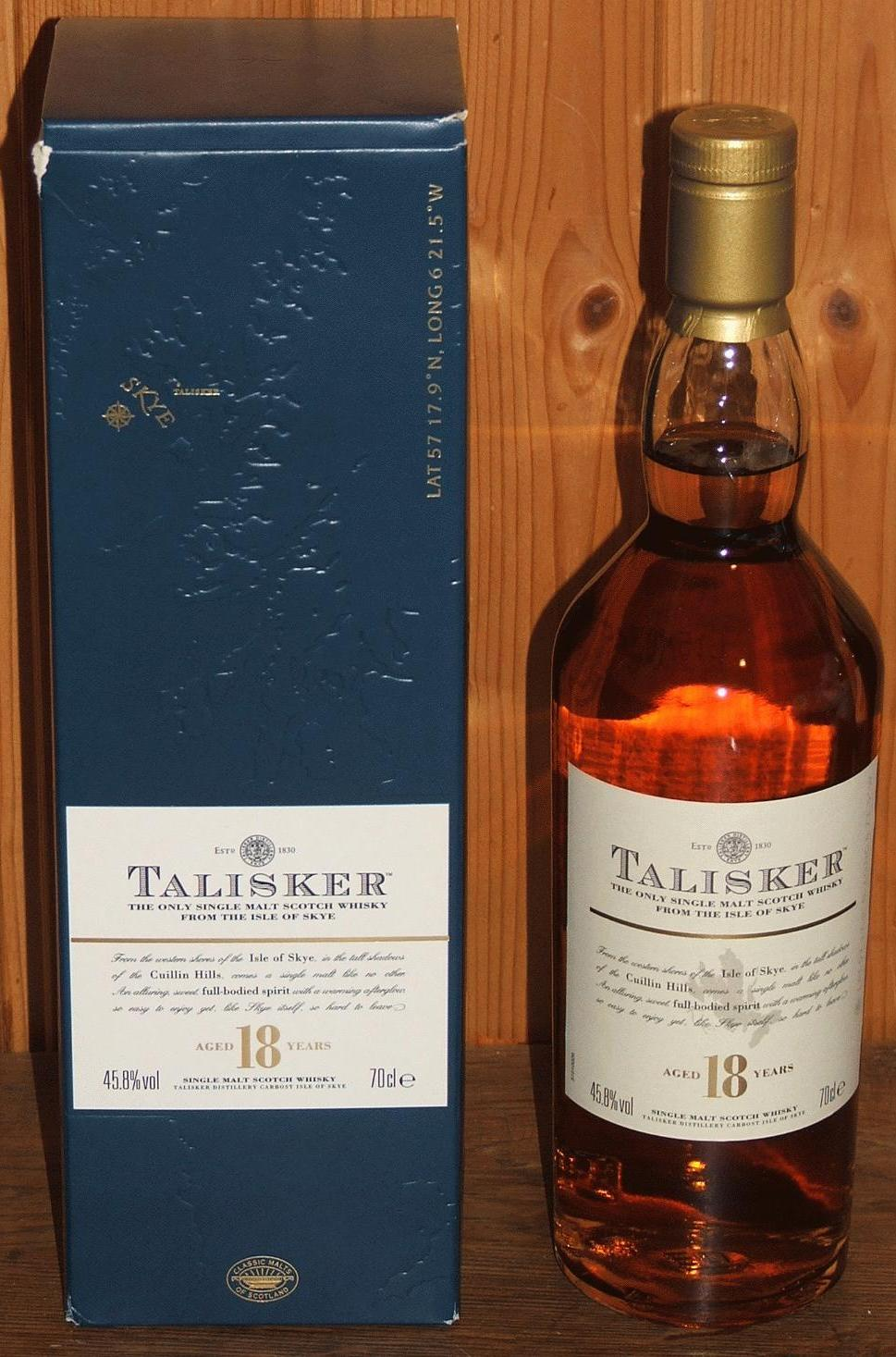
タリスカー

ハイランドパーク (Highland Park)
ハイランドパーク蒸留所製造。シェリー香とかすかなピートの煙香、ドライさのバランスのよさが持ち味。ウイスキー評論家のマイケル・ジャクソンは本酒を「全モルトウイスキー中、もっともオールラウンダーで秀逸な食後酒」と評する。19世紀後半に高い評価を得るようになったブレンデッドウイスキー「フェイマス・グラウス」の原酒の一つ。
アラン (Arran)
ロックランザ蒸溜所製造。以前はアイル・オブ・アラン蒸留所として知られていたが、スモーキーな原酒を造る姉妹蒸留所のラグ蒸留所が建設される際に変更された。麦芽の甘さとフレッシュさ、クリーミーさを併せもつ風味が特徴。モルトのあらゆる要素を含んだオールラウンダーと評される。
ラグ（Lagg）
ラグ蒸溜所製造。フェノール値50ppmのヘビリーピーテッド麦芽を用い、アーシーなモルトウイスキーを製造している。
アイル・オブ・ジュラ (Isle of Jura)
アイル・オブ・ジュラ蒸留所製造。麦芽の乾燥にピートを全く用いない。風味は甘口で軽い。
スキャパ (Scapa)
スキャパ蒸留所製造。ラムレーズンやバニラエッセンスにたとえられる濃厚な香りが特徴で、加水するとフルーティーな甘い香りに変化するという。ピートの影響でチョコレートのような色をした仕込み水を使用。また、麦芽を乾燥させる際にピートを全く使用しない。ブレンデッドウイスキー「バランタイン」のキーモルトで、「バランタイン17年」の初期に使われた「魔法の7柱」のひとつでもある。
タリスカー (Talisker)
スカイ島に位置し、アイランズ・モルトの中でも、割と著名な製造元。タリスカー蒸留所は、現在、スカイ島に存在する唯一のウィスキー蒸留所であり、特徴は「舌の上で爆発するような」、「フルーティかつ、強烈なスパイシー風味」。
「宝島」「ジキル博士とハイド氏」等の著作で知られる英国の文豪、ロバート・ルイス・スティーブンソンが愛飲し、KING OF DRINKS（酒の王者）の称号を与えた事でも有名。IWSCの最優秀シングル・モルト賞とゴールド・メダル、WWA 世界最優秀シングル・モルト賞、USC Extraordinary賞など、品評に置いて数々の賞を受賞し、ウィスキー業界の中でも、特に高い評価を受けている蒸留所である。
アイル・オブ・ラッセイ（Isle of Rassay）
スカイ島に2017年に建設されたアイル・オブ・ラッセイ蒸溜所製造。熟成とボトリングを島内で完結させることができる。香りは酸味のあるピート、フレーバーはリッチで複雑と評される。
トバモリー（Tobermory）
トバモリー蒸留所製造。レダイグと異なり、麦芽乾燥の燃料にピートを使用しない。ヨード臭と塩味が特徴。なお、「トバモリー」とは、かつてはトバモリーのシングルモルトに、ジュラ島やスカイ島のシングルモルトをヴァッティングさせた商品の名称であった。
レダイグ（Ledaig）
トバモリー蒸留所製造。現地発音ではレイチェック。蒸留所がバーン・スチュワート社に買収されてから販売されるようになった。トバモリーとは対照的にピートが強いのが特徴とされる。

### ヴァッテッドモルト・ブレンデッドモルト
大麦麦芽（モルト）のみを原料とし、複数蒸留所の原酒の混合でつくられるもの。
ベリーズ・オール・モルト（Berry's All Malt）
ベリー・ブラザーズ&ラッド製造。
ブレアモア（Blairmhoe）
カーマイケル・アンド・サンズ社製造。15種類以上のモルトウイスキーをヴァッティング。
チーフティンズ・チョイス（Chieftain's Choice）
スコティッシュ・インデペンデント・ディスティラーズ社製造。熟成期間が12年以上のモルトウイスキーだけをヴァッティング。
グレントロミー（Glentoromie）
西ハイランド、スペイサイド蒸留所製造。
グレン・タナー（Glen Turner）
グレン・タナー・ブレンディング社製造。ヴァッティングのためにおよそ100の蒸留所と契約をしている。
オーブライアン・スペシャルルザーブ（O'BRIAN Special Reserve）
ファースト・ブレンディング社製造。ヨーロッパで人気のある商品。8年物、12年物、15年物がある。
オールド・セント・アンドリュース・バレル（Old St,Andrews Barrel）
オールド・セント・アンドリュース社製造。容器はオーク樽の形をしている。
ジ・インヴァーアラン（The Inverallan）
インヴァーアラン社製造。
ポッチ・ゴー（Poit Dhubh）
プラバン・ナ・リンネ社製造。ポッチ・ゴーはかつて密造に用いられた黒色の単式蒸留器を指す。冷却や低温濾過を行わない製法を採用している
モンキーショルダー
ウィリアム・グラント&サンズ社製造。

## ブレンデッドウイスキー
複数蒸留所の大麦麦芽から作られたモルトウイスキーと穀物から作られたグレンウイスキーの混合からつくられる。

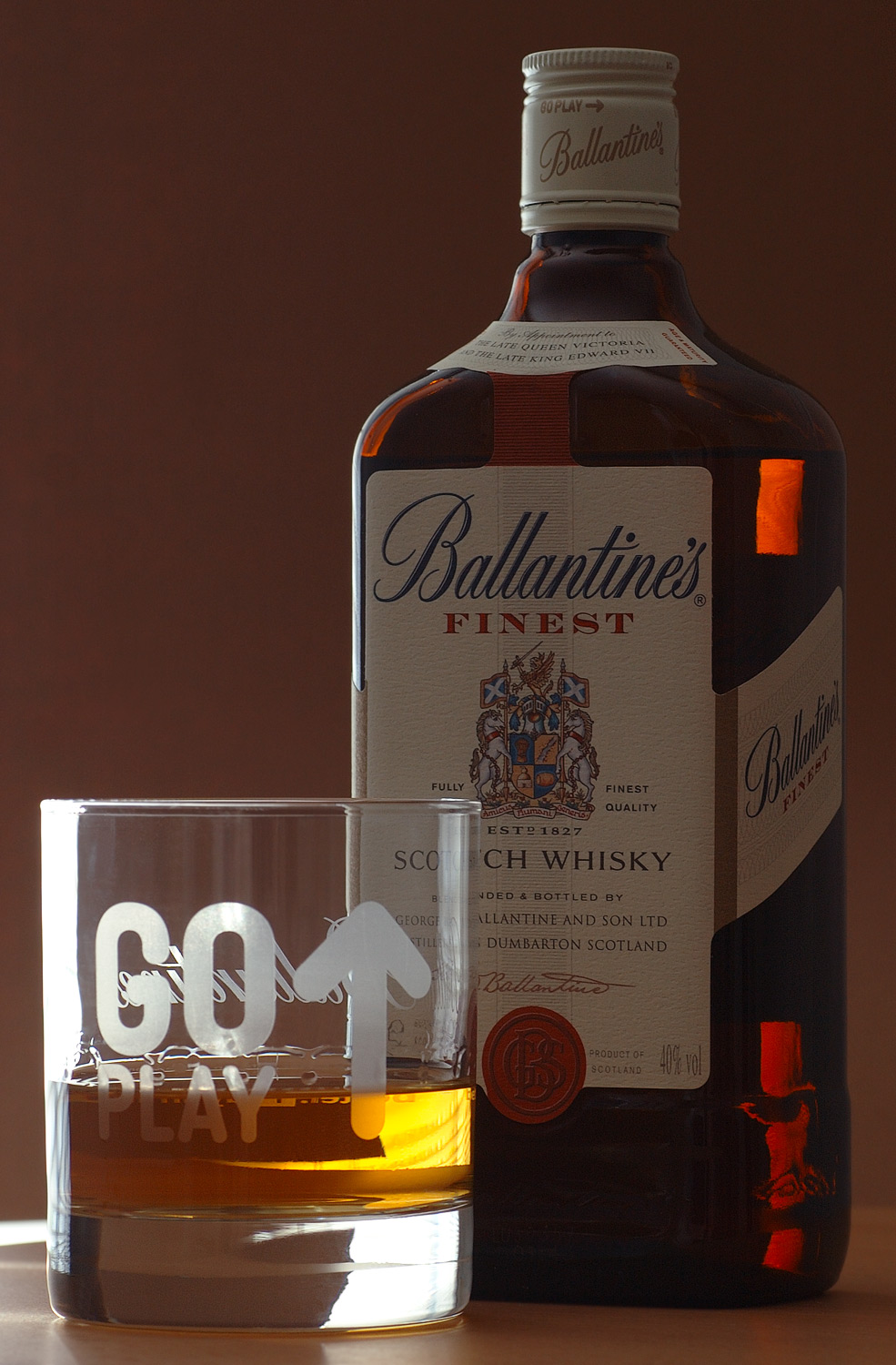
バランタイン

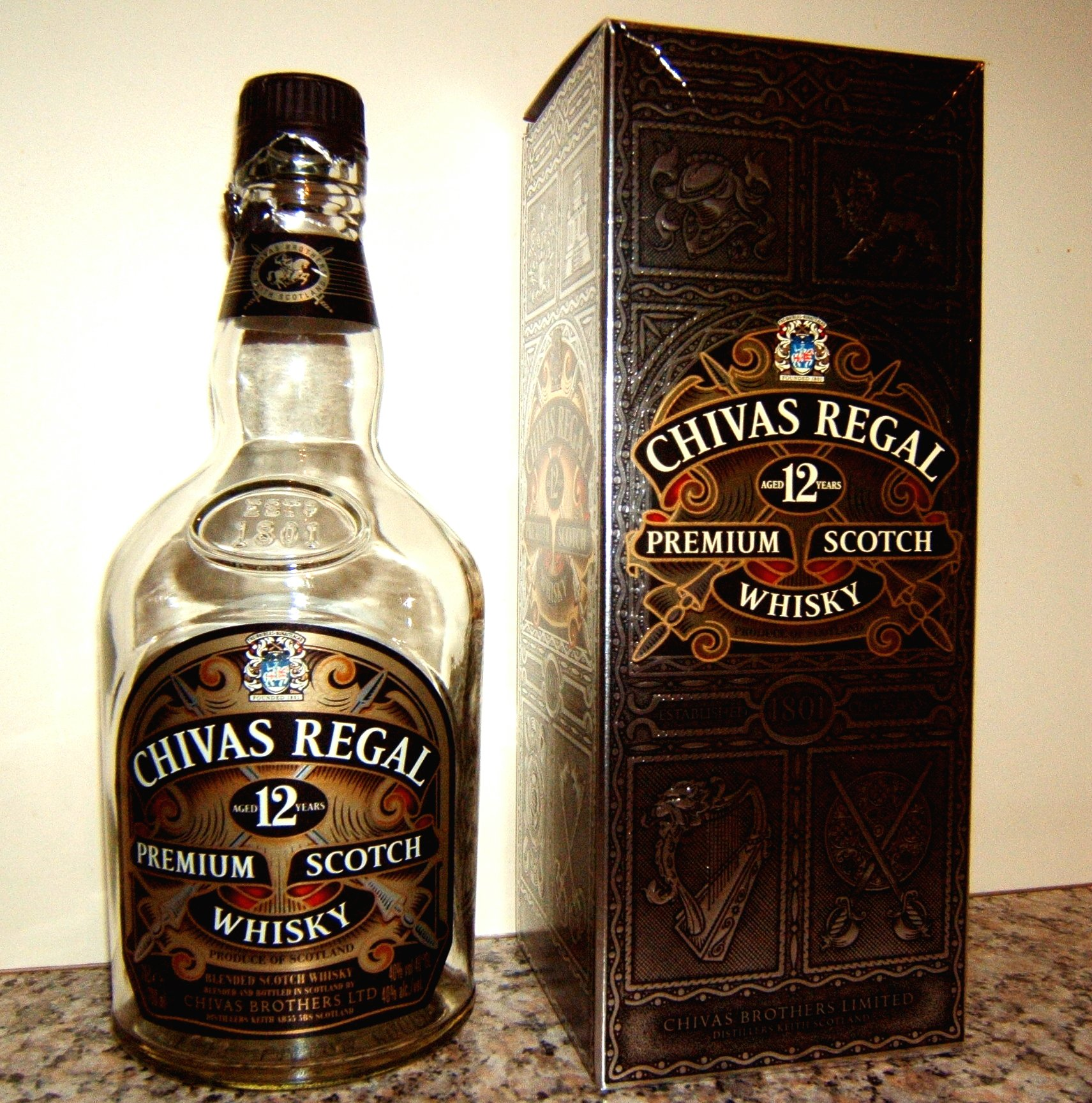
シーバス・リーガル

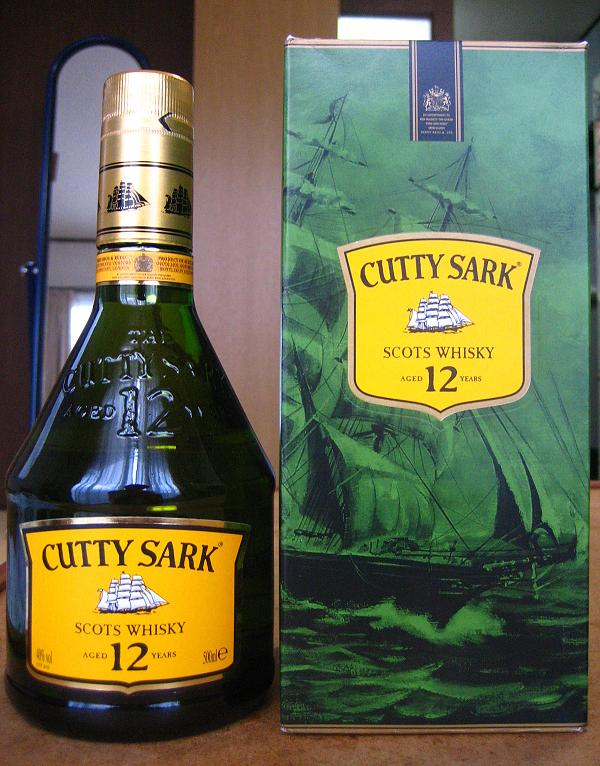
カティサーク

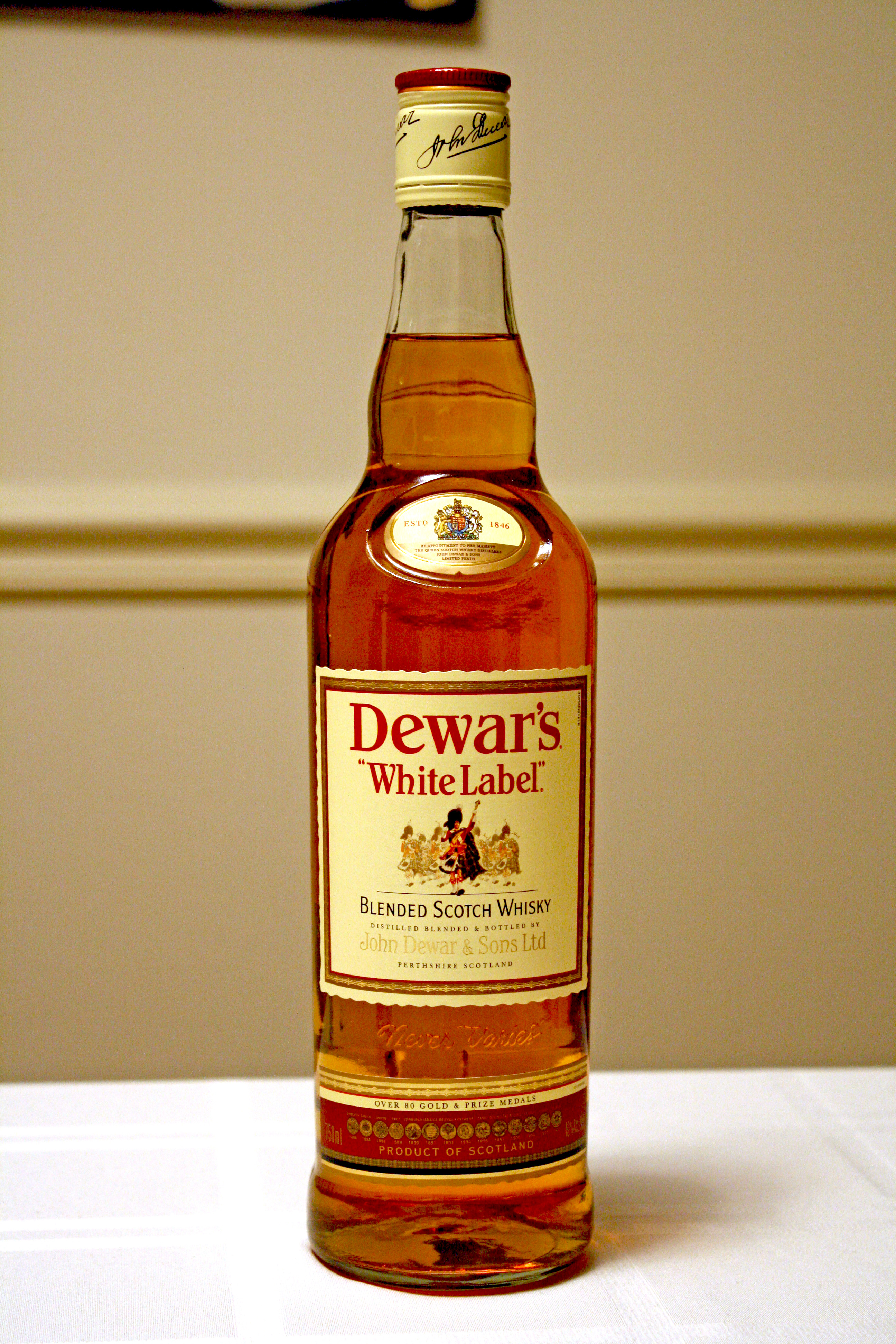
デュワーズ

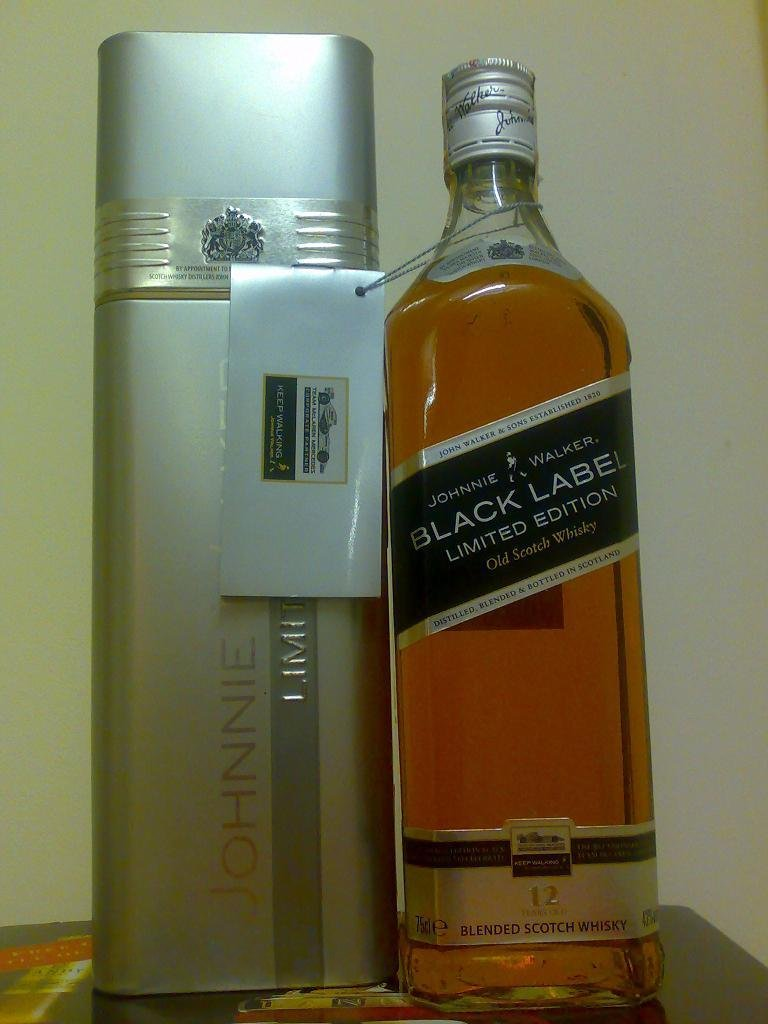
ジョニー・ウォーカー（黒ラベル）

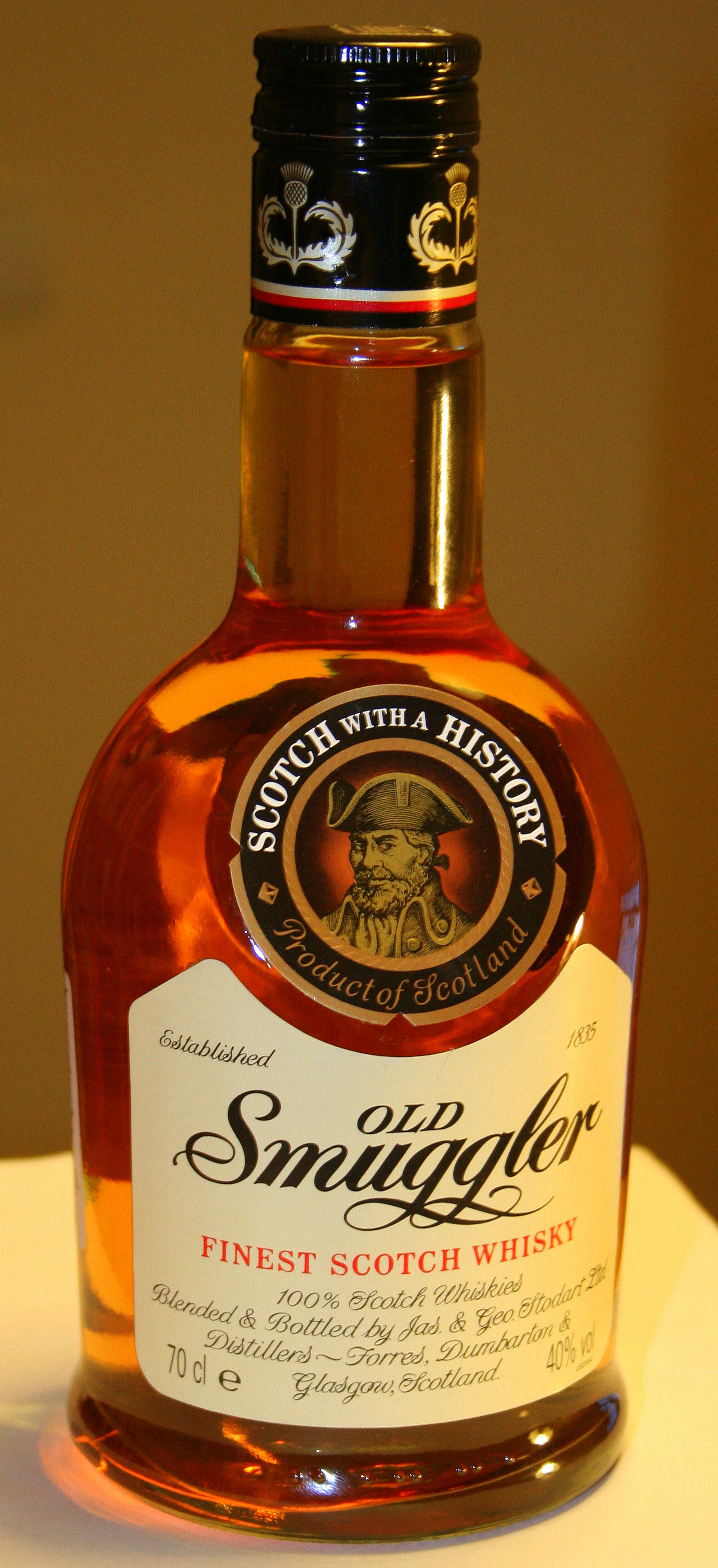
オールド・スマグラー

エンシェントクラン(Ancient Clan)
キー・モルトはトマーティン。香りはそれほど強くなく、味わいは甘め。
アスコットハウス（Ascot House）
レッド・ライオン・ブレンディング社製造。アイラモルトを中心にブレンド。日本でのみ販売されている。
アウォード（Award）
ウィリアム・ガウ社製造。
バランタイン (Ballantine's)
ジョージ・バランタイン&サン社製造。スキャパ、ミルトンダフ、グレンバーギー、グレントファーズをはじめ、数十種類の原酒ががブレンドされている。味わいはソフトで甘い。売り上げは全ブレンデッドウイスキー中第3位。
バークレイ（Barclays）
バーン・スチュワート社製造。
ベル（Bell's）
アーサー・ベル&サンズ社製造。原酒はブレアアソールなど30以上。イギリスで最も販売量が多いブレンデッドウイスキー。
ベン・ネヴィス（Ben Nevis）
ベン・ネヴィス社製造。銘柄の由来は「聖なる山」と呼ばれるベン・ネビス山から。
ベリーズ（Berry's Best）
ベリー・ブラザーズ&ラッド社製造。
ブルー・ハンガー（Blue Hanger）
ベリー・ブラザーズ&ラッド社製造。
チーフテンズ・チョイス（Chieftains's Choice）
スコティッシュ・インデペンデント・ディスティラーズ社製造。
シーバス・リーガル（Chivas Regal）
シーバス・ブラザーズ社製造。スコッチ・ウイスキーのプリンスと称される。主要モルトはストラスアイラ。
クレイモア（Claymore）
A・ファーガソン&カンパニー製造。
クリテリオン（Criterion）
「判決の基準」を意味ずる。インヴァーゴードン・ディスティラーズ社製造。
カティサーク (Cutty Sark)
ベリー・ブラザーズ&ラッド社製造。銘柄名は帆船カティサークから。スコッチ・ウイスキーの中でも有数とされる淡い色合いと、シェリー樽熟成原酒によるエレガントな味わいが特徴。主な原酒はグレンロセス。
ダンファイフ（Dunfife）
ウイリアム・マックスウェル社製造。
デュワーズ(Dewar's)
ジョン・デュワー&サンズ社製造。アバフェルディを中心に多くのハイランドモルトがブレンドされている。味わいはマイルドでスパイシー。
エジンバラ（Edinburgh）
インヴァーゴードン・ディスティラーズ社製造。
フェイマス・グラウス(The Famous Grouse)
マシュー・グローヴ&サン社製造。ラベルにはスコットランドの国鳥であるライチョウ（Grouse）が描かれている。スコットランドをはじめイギリスでの人気は高く、1、2を争うといわれるほど。グレンロセス、マッカラン、ハイランドパークなど40種類以上のモルトが用いられている。
フィンドレーター（Findlater's）
フィンドレーター製造。
グレン・スタッグ（Glen Stag）
グレン・タラ社製造。
ゴールデンランド（Goldenland）
インターコンチネンタル・バッカンディー社製造。
ゴードンハイランダーズ（The Gordon Highlanders）
ウイリアム・グラント&サンズ社製造。銘柄名は同社と関係が深いザ・ゴードン・ハイランダーズ連隊に由来し、同連隊の公式ウイスキーに認定されている。原酒はグレンフィディックなど。
グランツ（Grant's）
ウイリアム・グラント&サンズ社製造。グレンフィディック、バルヴィニー、キニンヴィーなど20種類以上のモルトが用いられている。
100（ハンドレッド）パイパーズ（100 Pipers）
ジョセフ・E・シーグラム社製造。原酒はグレンキースなど30種類。
ハムレット（Hamlet）
ギブソン・インターナショナル社製造。銘柄名の由来はウィリアム・シェイクスピアの悲劇『ハムレット』。
ヘッジズ&バトラー（Hedges&Butler）
ヘッジズ&バトラーリミテッド製造。イギリス王室から"Royal Scotch Whisky"とラベルに表記することを許されている。
ハウス・オブ・スチュアート（House Of Stuart）
ハウス・オブ・スチュアート・ボンディング社製造。ラベルに名前記入欄がある。
インバー・ハウス（Inver House）
インバー・ハウス・ディスティラーズ社製造。
アイル・オブ・スカイ（Isle Of Skye）
銘柄名はスカイ島に由来。原酒はタリスカーなどザ・クイーンズ・シールの姉妹品。
J&B
ジャステリーニ&ブルックス社製造。売り上げは全ブレンディッドウイスキー中第2位。当初は「クラブ」という名で、1933年にJ&Bと改められた。36種類のモルトと6種類のグレーンがブレンドされており、主要モルトはノッカンドオ、タムドゥーなどのスペイサイドモルト。口当たりのよさが特徴。
ジェイムス・マーチン（James Martin's）
ジェイムス・マーチン社製造。原酒はグレンマレイなど。
ジョニー・ウォーカー (Johnnie Walker)
ジョン・ウォーカー&サンズ社製造。世界で最も消費量の多いブレンデッドウイスキー。主要な原酒はカデュー、タリスカーなど。
キング・オブ・スコッツ（King of Scots）
ダグラス・ラング社製造。
ラングス（Langs）
ラング・ブラザース社製造。
ラングサイド（Langside）
ラングサイド・ディスティラーズ社製造。
リズモア（Lismore）
ウィリアム・ランディー社製造。
ロング・ジョン（Long John）
ロング・ジョン・ディスティラリーズ社製造。
マッキンレー（Mackinlay's）
チャールズ・マッキンレー社製造。
マリー・ボーン（Marry Born）
ホッダー社製造。
マックギボン（Mc Gibbon's）
ダグラス・マックギボン社製造。
ミッチェルズ (Mitchell's)
グレンガイル蒸留所製造のシングルモルト「キルケラン」を用いている。
オールド・アーガイル（Old Argyll）
バーン・スチュアート社製造。
オールド・フランシス（Old Francis）
シャリエリシャール社製造。
オールド・パー (Old Parr)
マクドナルド・グリンリース社製造。銘柄名は152歳9か月まで生きたといわれるイギリスの農夫、トーマス・パーから。「時代がどんなに変わろうとも変わらぬ品質を約束する」という意味が込められている。クラガンモアなどスペイサイドモルトを中心に構成されており、ピート香と深いコクが特徴。
オールド・ロイヤル（Old Royal）
バーン・マッケンジー社製造。主要な原酒はディーンストン。
オールド・スマグラー（Old Smuggler）
ジェームズ&ジョージ・ストダート社製造。スマグラー（Smuggler）は酒の密造者を意味する。
オールドセントアンドリュース（Old St.Andrews）
オールド・セント・アンドリュース社製造。銘柄名はスコットランドのゴルフ場、ロイヤル・アンド・エンシェント・ゴルフ・クラブ・オブ・セント・アンドリュースから。
パスポート（Passport）
ウイリアム・ロングモア社製造。主要なモルトはグレンキース。
ロイヤル・アスコット（Royal Ascot）
セント・アンドリュース・ディスティリング社製造。
ロイヤルカリス（Royal Chalice）
ヴィンテージ・モルト・ウイスキー・カンパニー社製造。
ロイヤル・ハウスホールド（Royal Household）
ジェームズ・ブキャナン社製造。銘柄名はイギリス王室を意味し、皇太子時代のエドワード7世専用に作られたブレンデッドウイスキーを起源とする。皇太子時代の昭和天皇の訪英をきっかけに特別に許可された日本以外の国では一般に飲むことができない。主要モルトはダルウィニー。風味は洗練されていて上品。
ロイヤルサルート（Royal Salute）
シーバス・ブラザーズ社製造。銘柄名はイギリス海軍が撃つ「皇礼砲」から。もともとはエリザベス2世の即位を記念する限定品として作られた。皇礼砲が21発の空砲であることから、21年以上熟成させたモルトのみが用いられている。容器の色には青、赤、緑の3種類があるが、これはイギリス国王の王冠の宝石の色と同じである。主要モルトはストラスアイラ。味わいはなめらかで甘く深いコクを持つ。
スコッツ・クラブ（Scots Club）
ブルース&カンパニー社製造。
サムシング・スペシャル（Something Special）
ヒルトン・トムソン社製造。
スペイサイド（Speyside）
スペイサイド蒸留所を運営するスペイサイド・ディスティラリー社製造。単式蒸留器を模した容器に入れられている。
シンジケート58/6（Syndicate 58/6）
インヴァーゴードン・ディスティラーズ社製造。18種類をヴァッティングしたモルトウイスキー65%と、2種類をヴァッティングしたグレーンウイスキー35%を配合。
タプローズ（Taplows）
タプローズ社製造。
ティーチャーズ（Teacher's）
ウイリアム・ティーチャーズ&サンズ社製造。主要モルトはグレンドロナックとアードモア。
ジ・エグゼック（The Exec）
バーン・スチュワート・ディスティラーズ社製造。
ジ・インヴァーアラン（The Inverallan）
インヴァーアラン社製造。
ザ・クイーンズ・シール（The Queen's Seal）
イアン・マクロード社製造。アイル・オブ・スカイの姉妹品。
トマーチン（Tomatin）
トマーチン・ディスティラリー製造。
ウシュクベー（Usquaebach）
トゥエルヴ・ストーン・フラゴンズ社製造。
ウィーラック（Wee Loch）
ザ・トマーチン・ディスティラリー社製造。
ホワイト・ヘザー（White Heather）
ホワイト・ヘザー社製造。銘柄名は「白いヒースの花」を意味する。
ホワイト・ホース (White Horse)
ホワイトホース・ディスティラーズ社製造。銘柄名はスコットランド独立軍の定宿で、自由独立の象徴とされるエジンバラの酒場兼旅館「ホワイトホース・イン」から。主要モルトはピート香の強いラガヴーリンで、そこにクライゲラヒ、グレンエルギンなど甘味のあるスペイサイドモルトを加えることによりピート香となめらかさを併せ持つ風味に仕上がっている。
ホワイトマッカイ（White&Mackay）
ホワイト&マッカイディスティラーズ社製造。全スコッチウイスキーの生産量の10%を銘柄。ブレンドの質を高めるため、シェリー樽を用いたダブルマリッジ（後熟を2回行うこと）を行っている。香りは弱く、味にまろみがある。
コンパスボックス（Compassbox）2000年創業のウイスキーメーカー、コンパスボックス社のブレンデッドウイスキーには、コンパスボックス・オーククロス、ピートモンスター、アシーラなどがある。同社の従来の常識にとらわれない実験的な商品展開は物議を醸したが、創業10年で60回の受賞歴をもつ。

## グレーンウイスキー
トウモロコシ、ライ麦、小麦などの穀物を主原料に、大麦麦芽を加えて糖化・発酵させたウイスキーの熟成によって作られたもの
ブラックバレル（Black barrel）
エア州にあるカーヴァン蒸留所製造のシングルグレーン。銘柄の由来は熟成に用いる樽の内側を黒く焼くことから。
キャメロンブリッジ（Cameronbridge）
ディアジオ傘下のキャメロンブリッジ蒸留所製造のシングルグレーン。
ストラスクライド（strathclyde）シーバスブラザース傘下のストラスクライド蒸留所で製造。
ヘドニズム（Hedonism）コンパスボックス社製造。